# بهائیت

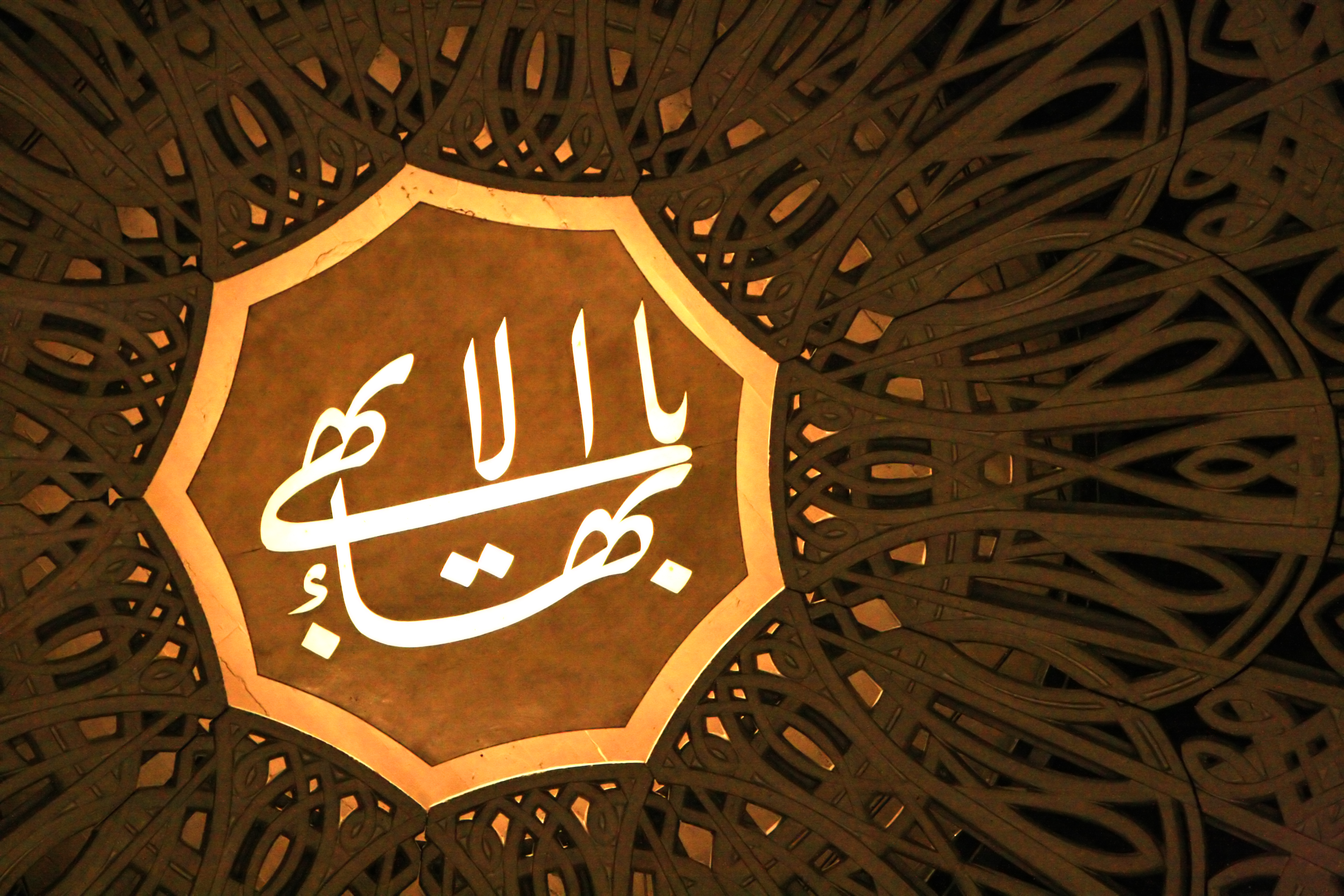
اسم اعظم بهائی، یکی از نمادهای اصلی آئین بهائی

دین بهائی، آیین بهائی یا دیانت بهائی (که برخی آن را به صورت بهائیت و بهایی نیز می‌نویسند) دینی یکتاپرستانه، ابراهیمی و ایرانی است که حسینعلی نوری، ملّقب به بهاءالله، در سده ۱۹ میلادی بنیان گذاشت. بهائیان معتقدند پیامبران از طریقِ فرایندِ «ظهور تدریجی وحی» به هم پیوند می‌خورند. طبق این فرایند خداوند آموزه‌های خود را به صورت پیاپی و تدریجی و با توجه به مقتضیات زمان و ظرفیت فهم بشر به او ارائه می‌کند؛ از همین رو، ادیان، سیری تکاملی می‌پیماند و ظهور ادیان را پایانی نیست. همچنین بهائیان معتقدند که بهاءالله (۱۸۱۷–۱۸۹۲) جدیدترین فرستاده خدا در سلسله پیامبران پیشین است و هدف از ظهور او ایجاد وحدت و صلح بین نوع بشر است. بهائیان بهاءالله را موعود تمامی ادیان می‌دانند.
دین بهائی بر اعتقاد به خدای یکتا، یکی بودن اساس جمیع ادیان الهی، یگانگی نوع انسان، ظهور تدریجی حقایق دینی، یگانگی و شرافت ذاتی نوع انسان، اعتقاد به حقوق برابر از جمله آزادی اندیشه برای همهٔ انسان‌ها، برابری زن و مرد، هماهنگی علم و دین، جدایی‌ناپذیری عبادت و خدمت، لزوم جستجوی مستقل حقیقت و رهائی از تقلید و هر نوع تعصب، رفتار و اخلاق نیکو و اهمیت پرورش صفات معنوی، اهمیت تعلیم و تربیت، لزوم رفع فقر فاحش و ثروت مفرط و محوریت عدالت در تمامی فعالیت‌های انسان تأکید می‌کند.
از دیدگاه تاریخی، آئین بهائی ریشه در جنبش‌های پیشین ولی بسیار متفاوت شیخیه و بابیه دارد. بهاءالله در سال ۱۸۴۴ دعوت سید علی‌محمد باب را قبول کرد و به تبلیغ آموزه‌های او پرداخت. علی‌محمد باب پیش از تیرباران، برادر کوچک‌تر بهاءالله را، حداقل در ظاهر، به رهبری بابی‌ها انتخاب کرد؛ گرچه بهاءالله در دوران تبعید در بغداد با نگارش رساله‌های اعتقادی متعدد به بسط پیروان وفادار و روزافزون خود پرداخت. بهاءالله به سال ۱۸۶۳ در ادرنه دعوتش به «مَن یُظهِرُهُ الله» و پیامبری خویش و شروع عصر جدید را آشکار و به این وسیله استقلال خود را از برادرش و بابیه اعلام کرد. بهاءالله در آثارش اعلان داشت که هدف از آئین بهائی و آموزه‌های آن اصل یگانگی نوع انسان و رسیدن به صلح و اتحاد در سطحی جهانی است. پس از بهاءالله، در سال ۱۸۹۲ پسر بزرگش عباس افندی ملقب به عبدالبهاء رهبری بهائیان را برعهده گرفت و آئین بهائی را به فراتر از مرزهای جغرافیایی پیشین گسترش داد و نظم اداری بهائیان را توسعه داد. پس از عبدالبهاء، نوه‌اش شوقی افندی به مدت ۳۶ سال رهبری بهائیان را برعهده داشت و به تکمیل نظم اداری آئین بهائی پرداخت. شورای بیت‌العدل اعظم پنج سال بعد از درگذشت شوقی افندی در سال ۱۹۶۳ تشکیل شد و از آن زمان رهبری بهائیان را برعهده گرفته است.
به اعتقاد بهائی، احکام شامل دو بعد مکمّل هستند. یک بُعد، شامل احکام اخلاقی می‌شود که در گذر زمان تغییرناپذیرند و در ادیان مختلف مشترک هستند؛ مانند دعوت به صداقت و درستکاری. بُعد دیگر شامل احکامی است که هدف نظم‌بخشی به زندگی اجتماعی را دارند و که بعضی از آن‌ها در بستر زمان قابلیت تغییر دارد. در آئین بهائی احکام غالباً نه به صورت دستورالعمل‌های جزئی برای موقعیت‌های متفاوت بلکه به شکل اصول کلی ارائه شده است که در بسیاری موارد فرد به شکلی که در زندگی خود و در هر موقعیت مناسب می‌بیند این اصول را به کار می‌گیرد. در آئین بهائی هیچ فردی مسئول نظارت بر رعایت احکام توسط دیگران نیست. در نظر بهائیان فرد فقط پاسخگوی خداست و هر شخص مسئولیت بهبود و به انضباط درآوردن رفتار و اعمال خود را دارد.
نحوهٔ سازمان‌دهی و اداره امور جامعه بهائی، نظم اداری نامیده می‌شود. طرح کلی این نظام توسط بهاءالله در کتاب اقدس و سایر آثارش مشخص شده است. آئین بهائی طبقه روحانی و مجتهد دینی ندارد، در ساختار جامعه بهائی اقتدار و مرجعیت به افراد داده نشده بلکه به شوراهای انتخابی سپرده شده است. این شوراهای انتخابی در سطح محلی، ملی و بین‌المللی فعالیت دارند. در سطح محلی، این شوراها محفل روحانی محلی و در سطح ملی، محفل روحانی ملی نامیده می‌شوند. شورای بین‌المللی انتخابی بهائی، بیت العدل اعظم نام دارد که اعضایش هر ۵ سال یک بار انتخاب می‌شوند. این نهاد در رأس ساختار اداری بهائی قرار دارد. شوراهای انتخابی در حوزه عملکرد خود اختیارات تقنینی، اجرایی و قضایی دارند.
در آئین بهائی مفاهیم عبادت، کار و خدمت، در قالب مؤسسه مشرق‌الاذکار تلفیق می‌شوند و آثار بهائی مشرق‌الاذکار را نمادی از پیوند عبادت و خدمت می‌دانند. مجموعه مشرق الاذکار از یک ساختمان مرکزی به عنوان محل نیایش (معبد) تشکیل شده است و در اطراف آن موسسات عام‌المنفعه‌ای قرار خواهند گرفت که هدفشان فراهم آوردن امکانات آموزشی، بهداشتی و سایر خدمات در راستای پیشرفت اجتماعی و اقتصادی جامعه است. در حال حاضر هشت معبد بهائی قاره‌ای یا منطقه‌ای بهائی در جهان وجود دارند که واقع در استرالیا، ساموآ، اوگاندا، شیلی، آلمان، هندوستان، پاناما و ایالات متحده آمریکا هستند.
کتاب‌ها و نامه‌های بسیاری توسط بهاءالله، عبدالبهاء و شوقی افندی نوشته شده است که همگی جزو آثار بهائی دسته‌بندی می‌شوند. در آئین بهائی آثار باب و بهاءالله به عنوان وحی یا کلام الهی، متون و سخنرانی‌های عبدالبهاء و آثار شوقی افندی به عنوان تفسیر و تبیین رسمی و آثار بیت العدل اعظم به عنوان تشریع و توضیحات رسمی در نظر گرفته می‌شود.
از ابتدای پیدایش آئین بابی در سال ۱۸۴۴ میلادی و پس از آن آئین بهائی در ۱۸۵۲ میلادی مخالفت و سرکوب توسط علمای دینی شیعه و حکومت قاجاریه با این دو آئین آغاز شد. بهائی ستیزی در دوران حکومت قاجاریه در ایران به اشکال گوناگون دیده می‌شد. انتشار مطالب بر ضدّ آئین بابی و بهائی و تبعید، حبس، شکنجه و قتل و کشتار پیروان، از روش‌های رایج بهائی ستیزی در آن دوران بود. بهائی ستیزی در دوران حکومت پهلوی نیز اگرچه نسبت به دوران قاجاریه کمتربود، ولی به همان اَشکال سابق ادامه داشت. در دوران قاجار آزار و اذیّت‌ها بیش تر از طرف عوامل محلی صورت می‌گرفت و حکومت مرکزی گاهی از این برخوردها حمایت می‌کرد و گاهی به دلیل ترس از دست دادن کنترل با آن‌ها مخالفت می‌نمود. اما در دوران پهلوی با قوی تر شدن حکومت مرکزی، این خود دولت بود که به تدریج عامل اصلی آزار و اذیت بهائیان شد. در نتیجه شکل آزار و اذیت‌ها از حرکت‌های تهاجمی عوام در دوران قاجار تغییر کرد و ماهیتی اداری به خود گرفت که اغلب همراه با بخشنامه‌ها و آئین‌نامه‌های دولتی بود.
در دورهٔ جمهوری اسلامی (از انقلاب ۱۳۵۷ تاکنون) بهائی ستیزی مجدداً به شکلی شدید و مستمر ادامه یافته است. بعد از انقلاب ایران تبعیض‌های اجتماعی و تبلیغات منفی از سوی حکومت و نهادهای وابسته به آن، علیه اصول دیانت بهائی و باورمندان به آن به شکلی «سازمان‌یافته» شکل گرفت. برخلاف دوران‌های قبل که بهائیان قربانیان اقدامات پراکنده حکومتی بودند، پس از انقلاب اسلامی طرح مشخص و برنامه‌ریزی‌شده‌ای برای نابودی جامعهٔ بهائی شکل گرفت.
شمار پیروان این دین، بیش از ۷٫۹ میلیون نفر برآورد شده است. با اینکه این شمار کمتر از ۰٫۲٪ جمعیت دنیاست ولی از نظر پراکندگی در کشورهای مختلف پس از مسیحیت دومین دین جهان شمرده می‌شود. طبق آمار مرکز جهانی بهائی، در حال حاضر ۱۹۲ محفل روحانی ملی بهائی در جهان وجود دارد. در سراسر جهان بهائیان بیش از ۶۰ هزار کلاس تعلیم و تربیت کودکان و گروه‌های توان‌افزایی نوجوانان (۱۲–۱۵ ساله) برگزار می‌کنند که به روی همگان باز هستند. بهائیان جهان تا کنون بیش از ۷۰ هزار پروژهٔ کوتاه‌مدت توسعهٔ اجتماعی و اقتصادی را به انجام رسانده‌اند و در حال حاضر ۱۵۰۰ پروژهٔ بلندمدت توسعه در جریان است. آن‌ها همچنین بیش از ۱۵۰ سازمان برای توسعه اجتماعی و اقتصادی در نقاط مختلف جهان تأسیس کرده‌اند.

## اعتقادات

### خدا
بهائیان به خدایی معتقدند که یگانه، جاوید و خالق همه چیز است. خدایی که به‌طور مستقیم در دسترس و قابل شناسایی نیست ولی از طریق پیامبران-که در آئین بهائی «مظاهر ظهور» نامیده می‌شوند-شناخته می‌شود. خداوند بنا به ظرفیت و نیازهای بشر اسماء و صفات خود را در فرآیندی تدریجی در پیامبران متجلی می‌سازد. یکتایی خداوند از آموزه‌های بنیادین دین بهائی است. خداوند در دین بهائی، غیرقابل ادراک، غیرقابل دسترس، منبع تمام وحی، ابدی، عالِم کل، همه‌جا حاضر و قدیر توصیف شده است.
بهائیان معتقدند که درک مستقیم ذات خداوند غیرممکن است. اگر چه دسترسی مستقیم به خداوند امکان‌پذیر نیست، ولی بهائیان اعتقاد دارند که خداوند قصد و اراده خود را به اشکال مختلف معرفی می‌کند. او هر از چند گاهی با استفاده از فرستادگان خودش که در دین بهائی به آن‌ها مظاهر ظهور الهی گفته می‌شود با بشر مکالمه می‌کند. این مظاهر ظهور قصد دارند ادیان را در جهان اشاعه داده و برپا کنند. در آموزه‌های آئین بهائی گفته می‌شود که خداوند بسیار بزرگ‌تر از آن است که توسط انسان‌ها به‌طور کامل درک شود و حتی تصویری کامل از وی به دست آید.

### جهان پس از مرگ
بهائیان به بقای روح اعتقاد داشته و هدف از زندگی را پرورش استعدادات روح می‌دانند. مانند جنینی که اعضا و جوارحش باید در رحم مادر رشد پیدا کند تا آماده تولد در این جهان شود، روح انسان نیز در این عالم باید قوا و خصائل معنوی خود را پرورش دهد تا آمادگی لازم برای حیات در جهان بعد را کسب نماید. از نظر بهائیان، حیات اصلی حیات روح است و جسم واسطه و ابزاری برای ترقی روح است.
به اعتقاد بهائیان روح از جسم جداست و پس از مرگ، در عوالم روحانی به ترقی خود ادامه می‌دهد. بهائیان تعلق روح به جسم را همانند ارتباط نور با آئینه می‌دانند، نوری که در آینه مشهود است از خود آینه نیست بلکه انعکاس نوری است که از منبع دیگر ناشی می‌شود، به همین سبب وقتی آینه می‌شکند نور همچنان باقی و برقرار است.

### مفهوم دین
بهاءالله به پیروان خود تعلیم می‌دهد که منشأ تمام ادیان یکی است؛ اصول اساسی آن‌ها با یکدیگر مشترک است، هدف آن‌ها یکی است و تعالیم ادیان مختلف جنبه‌های مختلف یک حقیقت واحد را روشن می‌کند. بر اساس اعتقادات بهائی، دین الهی واحد است و در حقیقت یک دین وجود دارد که در طول زمان و به تدریج بر بشر عرضه می‌شود.
به اعتقاد بهائیان، پیامبران در طی فرایندی مستمر، تدریجی و همیشگی، به تناسب ظرفیت درک و فهم بشر و نیازها و شرایط هر زمان، تعالیم و هدایت لازم را برای تکامل اجتماعی و معنوی انسان فراهم می‌کنند و بشر را از قابلیت‌ها و مسئولیت‌هایش در مقام حافظ و امانت‌دار جهان آفرینش آگاه می‌سازند. در این نگاه، حقیقت و تعالیم دینی به تدریج و به تناسب ظرفیت روحانی مردم در هر برهه از تاریخ عرضه می‌شود و تفاوت ادیان در آن دسته تعالیم اجتماعی و احکام آن‌ها دیده می‌شود که بنا به درجهٔ بلوغ اجتماعی و روحانی مردم و شرایط خاص جامعه ای که دینی خاص در آن ظاهر شده می‌توانند متفاوت باشند. همچنین دلیل دیگر تفاوت‌های میان ادیان، برداشت‌های غلط و شرح و تفاسیری ذکر می‌شود که در طول قرن‌ها توسط پیروان ادیان انباشته شده و حقیقت هر دین را مخدوش می‌کند.
به‌طور کلی، بهاءالله بیان می‌کند که دین وسیله مؤثری برای تکامل اجتماعی است و سلسله ادیان جهان مراحل مختلف هدایت بشر توسط خداوند هستند که به تدریج رشد و تکامل بشر را تضمین می‌کنند. بر این اساس، اعتقاد بهائیان این است که هیچ دینی نمی‌تواند ادعای آخرین دین بودن داشته باشد و بشر تا ابد هدایت الهی را از طریق پیامبران دریافت می‌کند. بهاءالله نیز بیان می‌کند که بعد از او نیز آمدن پیامبران ادامه خواهد داشت.

### یگانگی نوع انسان
بهاءالله بیان می‌کند که نوع بشر یکی است و انسان‌ها همانند میوه‌های یک درخت و برگ‌های یک شاخه با هم برابر هستند. در منابع بهائی این که انسان‌ها همه اعضای یک خانوادهٔ بشری هستند به عنوان یک اصل اساسی معرفی شده است و شوقی افندی اصل یگانگی نوع انسان را محور و جوهر اساسی تمامی تعالیم بهائی می‌داند.
بهائیان معتقدند تعصبات و سوءتفاهم‌هایی که باعث می‌شود یک گروه از انسان‌ها خود را برتر از دیگران تصور کنند موجب مشکلات فراوان می‌شود. در اعتقاد آن‌ها هیچ گروه قومی یا فرهنگی برتر از دیگران نیست، همه انسان‌ها شریف هستند و نزد خدا تفاوتی با هم ندارند. بر این اساس وحدت نوع بشر یکی از تعالیم بهائی است و بهاءالله بهائیان را تعلیم می‌دهد تا نه تنها هموطنان خود بلکه همه مردم جهان را دوست بدارند. بهائیان معتقدند دوست داشتن تمامی مردمی جهان منافاتی با دوست داشتن مردم کشور خود ندارد. آن‌ها مخالف ملی‌گرایی افراطی و تعصبات خشونت‌آمیز مرتبط با آن هستند نه مخالف وفاداری به کشور و احساس مسئولیت نسبت به وطن.
یگانگی نوع انسان به معنای تحمیل یکنواختی نیست و آثار بهائی بر اصل وحدت در عین تنوع تأکید می‌نمایند. در آئین بهائی تنوع قومی، فرهنگی، فکری و … ارزشمند محسوب می‌شود و ارج نهاده می‌شود. عبدالبهاء جامعهٔ انسانی را به باغی با گل‌های مختلف تشبیه می‌کند که تنوع و تفاوت رنگ‌ها باعث زیبایی و جلوهٔ بیشتر آن می‌شود.

### تحری حقیقت
آثار بهائی جستجوی حقیقت به‌طور مستقل را یکی از اساسی‌ترین وظایف هر فرد می‌داند. بهاءالله تأکید می‌کند که فرد باید دنیا را با چشم خود ببیند و نه از نگاه دیگران. تعالیم بهائی بیان می‌کنند که فرد به جای تقلید کورکورانه از دیگران یا از سنت‌های جامعه خود باید به جستجوی حقیقت بپردازد. آثار بهائی بیان می‌کنند که نوع بشر از توانایی تشخیص حقیقیت برخوردار است و فرد با استفاده از قوهٔ عقل و خرد که خداوند به انسان داده می‌تواند مسائل را بررسی کند و به حقیقت دست یابد. این اصل در انتخاب دین توسط فرد نیز مصداق دارد و آثار بهائی بیان می‌کنند که هر فرد در نحوهٔ تعیین اعتقاد خود باید آزاد باشد و هیچ‌کس هرگز نباید برای قبول عقاید دینی تحت فشار یا اجبار قرار گیرد. کودکانی که در خانوادهٔ بهائی متولد یا بزرگ می‌شوند خود باید در هنگام بلوغ (حداقل سن ۱۵ سال برای دختر و پسر) در مورد اعتقاد دینی خود تصمیم بگیرند.

### لزوم ترک تعصب
دیانت بهائی پذیرش فرهنگی و دینی را ترویج می‌دهد. بهائیان معتقدند پذیرش اصل یگانگی انسان ایجاب می‌کند که هر نوع تعصبی از جمله تعصب نژادی، طبقاتی، قومی، زبانی، دینی، جنسیتی و … از میان برداشته شود. منابع بهائی بیان می‌کنند تعصب تصویری نادرست دربارهٔ دیگران است که به افراد اجازه نمی‌دهد که همه انسان‌ها را برابر و شریف ببیند. تعصب معمولاً زمانی رخ می‌دهد که فرد احساس تعلق شدید به یک گروه و برتری آن بر سایرین پیدا کند و تصوری منفی نسبت به دیگران بدون در نظر گرفتن خصائص فردی آنها در ذهن بپروراند. در آثار بهائی انواع تعصب از جمله تعصبات سیاسی، نژادی، دینی و قومی مایهٔ ویرانی جامعهٔ انسان معرفی شده است و رفع تعصبات وسیلهٔ رسیدن به وحدت و پیشرفت جامعهٔ بشری در نظر گرفته می‌شود.

### برابری زنان و مردان

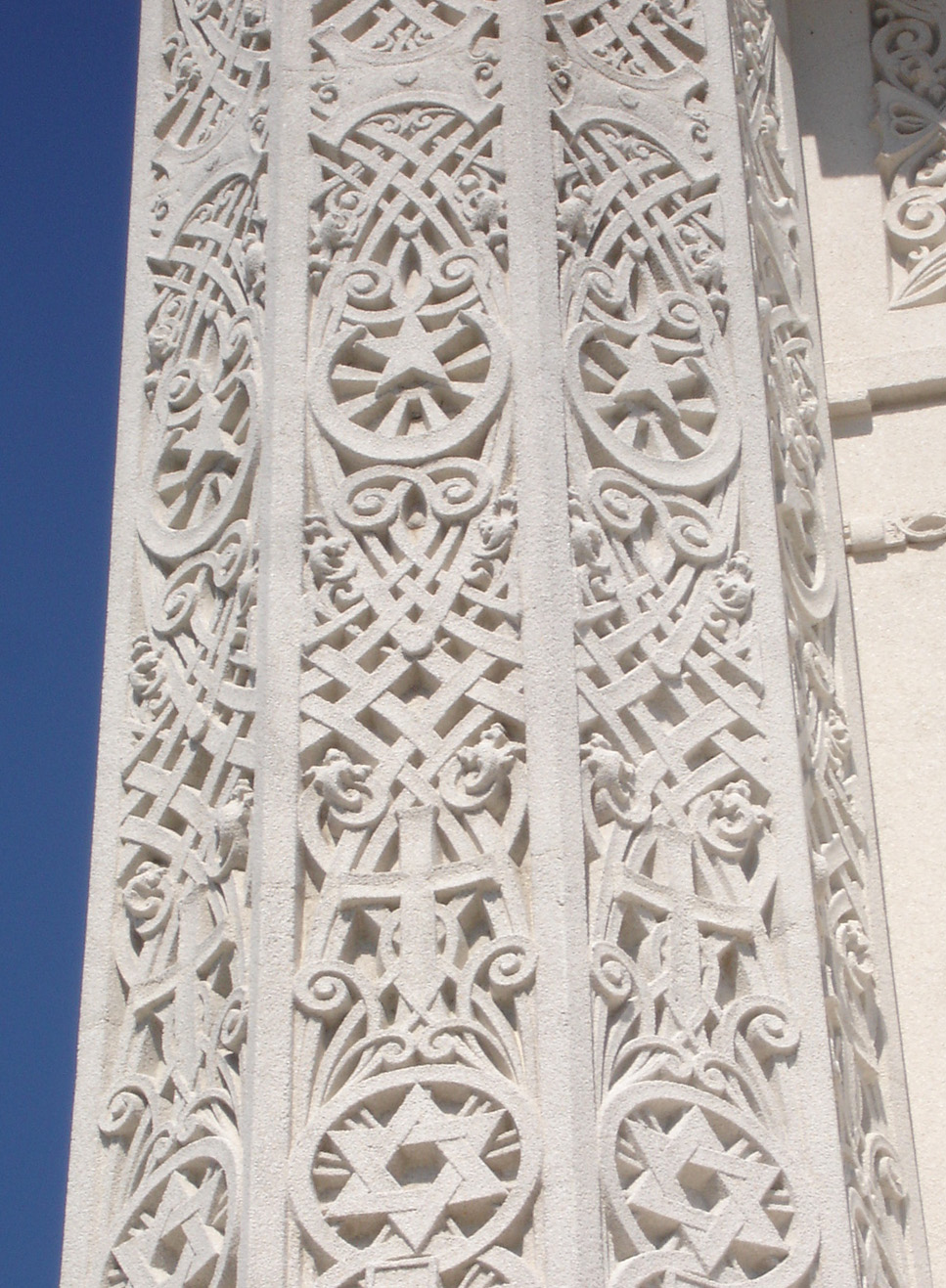
نمادهایی از ادیان مختلف روی یکی از ستون‌های معبد بهائی در شیکاگو

بهاءالله در آثار خود بیان می‌کند که نزد خدا زن و مرد برابر هستند و هیچ‌یک بر دیگری برتری ندارد. آثار بهائی تعلیم می‌دهند که انسانیت جنسیت ندارد. زن و مرد هر دو انسانند و هیچ‌یک به دلیل جنسیت امتیاز یا برتری بر دیگری ندارند. آثار بهائی برابری میان زنان و مردان و مشارکت آن‌ها در عرصه‌های مختلف را پیش نیازی برای دستیابی به وحدت و صلح جهانی و پیشرفت اجتماع می‌دانند. در دیدگاه بهائی نابرابری میان زنان و مردان نه تنها مانع ترقی زنان بلکه مانع پیشرفت کل اجتماع می‌شود و همین‌طور به پیشرفت مردان نیز لطمه می‌زند. عبدالبهاء در آثار خود زن و مرد را به دو بال پرنده تشبیه می‌کند و توضیح می‌دهد همان‌طور که تنها هنگامی که هر دو بال قوی باشند پرنده می‌تواند پرواز کند، به همین نسبت موفقیت و رفاه بشریت نیز تنها وقتی اتفاق می‌افتد که زنان همپای مردان پیشرفت کرده باشند. برای بهائیان اصل برابری زن و مرد صرفاً به معنای فراهم کردن ترتیباتی برای مشارکت زنان در ساختارهای فعلی جهان نیست و بهائیان تلاش برای ارتقای مقام زنان به سطح مردان را به تنهایی کافی نمی‌دانند بلکه بهائیان معتقدند تغییر اساسی تر در ساختارهای اجتماع لازم است و زنان و مردان باید با همکاری یکدیگر برای ساختن نظم اجتماعی جدیدی تلاش کنند که در آن خصوصیاتی چون سلطه‌جویی، قدرت‌طلبی، رقابت خصومت‌آمیز جای خود را به عشق و خدمت بدهد، خصوصیاتی که آثار بهائی زنان را در آن‌ها قوی می‌بیند.

### دین باید سبب الفت و محبت باشد
بهائیان معتقدند که پیغمبران اصولاً برای برطرف کردن اختلافات بشر و به وجود آوردن الفت بین مردم ظاهر شده‌اند، لذا اگر دین هم که خود باید علاج اختلافات باشد سبب اختلاف و جنگ و جدائی شود، به گفته عبدالبهاء بی‌دینی بهتر از آن است.

### هماهنگی علم و دین
هماهنگی علم و دین یکی از اصول اساسی آئین بهائی است. آثار بهائی علم و دین را در تضاد با یکدیگر نمی‌دانند بلکه بر هماهنگی بنیادین آن دو تأکید می‌کنند. از دیدگاه مایکل روتشتاین در دانشنامهٔ جنبش‌های نوین مذهبی می‌نویسد که بهائیت بخش‌هایی از یافته‌های علمی را می‌پذیرد که بر الهیات بهائی منطبق باشند و رؤیایی دین و علم در بهائیت نیز رقابت برابر نیست. با وجود این علی‌مراد داوودی، فیلسوف بهائی، معتقد است که آثار بهائی به ندرت دربارهٔ یافته‌های علمی نظر داده است و این نظرات بیشتر در راستای ابطال نتایج غیر علمی و ایدئولوژی-محوری بوده که برخی از علم گرفته‌اند، مانند تجویز و توجیه تنازع بقا، جنگ و رقابت که بعضی از ایدئولوژی‌ها از نظریه تکامل استنتاج کرده‌اند.
آثار بهائی توضیح می‌دهد که حقیقت یکی است و علم و دین دو وسیله برای شناخت و درک حقیقت هستند. در دیدگاه بهائی برای درک واقعیت، هم باید به علم و هم به دین رجوع کرد. برای بهائیان، علم و دین دو نظام دانش هستند که نقش مکملی دارند و هر دو با هم پیشرفت تمدن را امکان‌پذیر می‌سازند. بهائیان معتقدند دین بدون علم عقلگرایی و خرد به خرافات و تعصبات فرو کاسته می‌شود و علم بدون دین و اخلاق به ابزاری در خدمت ماده گرایی خشک تبدیل می‌شود.

### دین، دولت، و سیاست
سخن گفتن در امور دنیا یا آنچه که به آن یا به رهبران ظاهری آن مربوط است جایز نیست. خداوند سلطنت ظاهری را به پادشاهان داده است: هیچ‌کس جایز نیست عملی خلاف نظر سران دولت انجام دهد.— نامهٔ بهاءالله به اسماعیل ذبیح کاشانی، : ۵۰۶ 
جدایی دین از سیاست از اصول دیانت بهائی محسوب می‌شود. به گفته عبدالبهاء دخالت علماء در سیاست فاجعه‌بار و خطرناک خواهد بود. نقش دین ترویج اخلاق در جامعه است نه حکمرانی. دین و سیاست باید نقشی جداگانه بازی کنند. نظم اجتماعی علاوه بر نیاز به یک حکومت عادل و کارآمد به انضباط اخلاقی نیز نیازمند است که توسط دین ترویج می‌شود.
آئین بهائی از پیروان خود می‌خواهد از فساد اجتناب نمایند، قانون‌مدار باشند، و در مناسبات خود با مقامات حکومت، درستکار، امین و صادق باشند. به گفته بهاءالله، بهائیان «در مملکت هر دولتی ساکن شوند باید به امانت و صدق و صفا با آن دولت رفتار نمایند». آئین بهائی از بهائیان می‌خواهد از حکومت تبعیت کنند مگر در مواردی که حکومت از آنها بخواهد که اصول بهائی و باورهای دینی خود را زیر پا بگذارند. بهائیان از پیوستن به احزاب سیاسی، انجمن‌های مخفی یا شرکت در سیاست‌های حزبی منع شده‌اند. دلیل آن این است که حزب‌گرایی عامل تفرقه و منازعه تلقی می‌شود و رویکرد آئین بهائی بر وحدت و همکاری تأکید دارد. بهائیان در عوض تشویق شده‌اند تا فعالانه در حیات اجتماع مشارکت کنند و مساعی خود را در ترویج اهداف اجتماعی - نظیر وحدت نژادی و جنسی، گفتگوی بین ادیان و عدالت اقتصادی - که می‌تواند منجر به خیر و رفاه همگانی شود صرف کنند. این رویکرد امکان تأثیرگذاری بر سیاستگذاری‌های اجتماعی دولت از طُرُق قانونی و فراحزبی را نیز در برمی‌گیرد.
اگر شرکت در انتخابات مشروط به وابستگی افراد به احزاب سیاسی نباشد، بهائیان می‌توانند در انتخابات شرکت کنند و بنا به تشخیص خود به فرد یا گروهی رای دهند، بدون اینکه در کارزارهای احزاب سیاسی شرکت کنند یا برای کاندیداهای خاصی تبلیغ کنند. بهائیان همچنین می‌توانند متصدی مشاغل اجرایی شوند یا به عضویت شوراهای شهری یا روستایی که ماهیتی غیر حزبی دارند درآیند. به گفته بیت العدل اعظم «بهائیان در پی کسب قدرت سیاسی نیستند. در دولت‌های متبوع خود قطع نظر از نوع حکومت، پست‌های سیاسی را نمی‌پذیرند هرچند مسئولیّت‌هایی را که صرفاً جنبهٔ اداری دارد قبول می‌کنند».
از دیدگاه تاریخی، علی‌رغم حمایت از مشروطه‌خواهی در نوشته‌های بهاءالله، رهبران بهائی مراقب بودند که به‌طور آشکار از جنبش مشروطه جانبداری نکنند. به نظر می‌رسد این اجتناب در درجهٔ اول برای جلوگیری از تحریک مخالفان بهائیت در اردوگاه‌های مخالف و به خطر انداختن جامعه آسیب‌پذیر بهائی و در درجهٔ دوم، احتمالاً به دلیل نگرانی از به خطر انداختن جنبش مشروطه به خاطر انتساب آن به بهائیان بود. با وجود این، عبدالبهاء در حدود سال ۱۹۰۶ بهائیان را ترغیب کرد که دو ایادی امرالله را برای مجلس انتخاب کنند. او بعداً از مجلس سرخورده شد و از بهائیان خواست که خود را از سیاست جدا کنند، سیاستی که به تدریج به یک اصل بهایی تبدیل شد.
اکثر آرایی که بعداً در دستور کار اصلاح‌طلبان مشروطه خواه قرار گرفت جزئی از تعالیم بهائی به‌شمار می‌رفت. بهاءالله و عبدالبهاء از نخستین افرادی بودند که با نگارش آثاری به زبان فارسی از دموکراسی و اصلاحات اجتماعی سخن گفتند. در سال‌های منتهی به انقلاب مشروطه و در بحبوحه آن گفتمان اصلاحات اجتماعی و مشروطه‌خواهی در جامعه بهائی تثبیت شده بود و بهائیان سرگرم اجرای اصلاحات اجتماعی در جامعه بودند، من جمله اداره امور خود از طریق تأسیس موسسات دموکراتیک در سراسر ایران، ترویج آموزش همگانی و مدرن از طریق تأسیس مدارس و بهبود وضعیت زنان.

### صلح عمومی

نماد رینگ استون - یکی از نمادهای بهاییت

دستیابی به صلح جهانی یکی از اهداف آئین بهائی است. این آئین بشر را دعوت می‌کند تا یگانگی بنیادین نوع انسان را بپذیرد و برای دستیابی به صلح جهانی از طریق اقدامات مشترک و مبتنی بر پذیرش وحدت در عین تنوع، برابری، عدالت، رهبری اخلاقی، برابری جنسیتی و… در سطح محلی و بین‌المللی تلاش کند. سایر اصولی که بهائیان با دستیابی به صلح عمومی مرتبط می‌بینند عبارتند از: عدالت اقتصادی و رفع درجات افراطی فقر و ثروت، رفع هر گونه تعصب، آموزش همگانی که جنبه‌های مادی، انسانی و معنوی زندگی انسان را دربر گیرد و بر هماهنگی علم و دین تأکید داشته باشد، گزینش یک زبان و خط واحد جهانی که افراد علاوه بر زبان مادری خود جهت تسهیل ارتباطات بین‌المللی آن زبان را یاد بگیرند. از دیدگاه تاریخی در جامعهٔ مسلمان، یوهان کریستف بورگل تلاش‌های ابوالفضل علامی در دربار اکبر کبیر، پادشاه گورکانی، در برپایی «صلح کل» را پیش‌زمینه‌ای برای دیدگاه «صلح جهانی» بهاءالله دانسته است. بهاءالله در نامه‌ای که در باغ نجیب‌پاشا (سال ۱۸۶۳) به پیروانش نوشت گفت که او حکم اسلامی-بابی جهاد (جنگ مقدس) را نسخ کرده و طرفدار روش صلح‌طلبانه‌ای برای تبلیغ بابیه است. دیدگاه امنیت جمعی بهاءالله نیز پیش‌زمینه‌هایی در تفکرات صلح‌طلبانهٔ فرانسوی در آغاز دورهٔ مدرن دارد که در زمان او در جهان عرب ترجمه می‌شد.:۱۱۳–۱۱۹
بیت العدل بهائیان در اکتبر ۱۹۸۵ در پیامی به مردم جهان، اعلام نمود که صلح بزرگی که طی ّ قرون و اعصار آرزوی قلبی نیک اندیشان بوده، صلحی که نسل‌های بیشماری از عارفان و شاعران درباره‌اش سخن گفته‌اند، صلحی که کتب مقدّسه درادوار متوالی نویدش را داده بوده‌اند، سرانجام دستیابی به آن برای ملل جهان ممکن گشته است. برای اوّلین بار در تاریخ بشر هر فرد قادر است که تمامی کرهٔ زمین را با میلیاردها مردم متنوّع اش در یک چشم‌انداز واحد مشاهده نماید. صلح عمومی نه تنها امکان‌پذیر بلکه اجتنابِ ناپذیر است. استقرار این صلح، مرحلهٔ بعدی تکامل کرهٔ زمین و به قول یکی از متفکران بزرگ، مرحلهٔ «جهانی شدن نوع بشر» است.
تعالیم بهائی تحول فردی و اجتماعی بر اساس مطالعه و کاربست اصول اخلاقی و معنوی را ترویج می‌کند. بهائیان برای یادگیری در مورد اصول زیربنایی یک اجتماع صلح آمیز و چگونگی به کار بستن این اصول و به اشتراک گذاشتن آن‌ها با دیگران فعالیت می‌کنند.

### از میان بردن فقر مفرط و ثروت بی‌اندازه
آثار بهائی به ارتباط و بهم پیوستگی افراد به عنوان اجزای اجتماع تأکید دارند و تعالیم بهائی از میان بردن فقر مفرط و ثروت بی‌اندازه را برای وحدت خانوادهٔ بشری و بنای یک جامعهٔ جهانی برپایهٔ صلح و عدالت لازم می‌دانند. البته آثار بهائی معتقد به یکسان‌سازی ثروت و ایجاد برابری کامل اقتصادی میان مردم آن طور که ایدئولوژی کمونیسم ترویج می‌دهد نیستند و معتقدند چنین یکسان‌سازی‌هایی غیرممکن است و به اجتماع صدمه می‌زند. بهاءالله و عبدالبهاء برای از میان بردن فقر فاحش و ثروت مفرط هم تمهیدات ساختاری را لازم می‌دانند و هم تقویت حس مسئولیت و دغدغه اجتماعی میان افراد را.
منابع مادی و انسانیِ جامعه بشری باید در راه رفاه درازمدت عموم انسان‌ها نه منافع کوتاه مدت یک اقلیت خاص صرف شود و فرهنگ مشارکت، همکاری و خدمت جای خود را به رقابت، مصرف گرایی و حرص بدهد. آئین بهائی بر اشتغال با روحیه خدمت به دیگران، عدم تأثیرپذیری از مادی گرایی و ابراز خصائل اخلاقی همچون درستکاری، صداقت و امانت در فعالیت‌های اقتصادی تأکید می‌کند. از جمله احکامی که به فرد بهائی کمک می‌کند تا اولویتهای مادی و ضروری اش را متعادل کند حکم حقوقُ الله است که در آن فردِ بهائی به صورت داوطلبانه نوزده درصد درآمد خود را بعد از خرج‌های ضروری به تشکیلات بهائی اعطاء می‌کند تا در راه خیر عموم خرج شود. در سال ۱۳۹۷ بیت العدل اعظم، بهائیان را تشویق کرد که در فعالیت‌های جامعه سازی با مشارکت در گفتمان‌های مربوط به درک علل ریشه ای فقر یادگیری، دانش و تجربه خود را در این زمینه مستمراً افزایش دهند و در فرایندهای جامعه سازی بکار گیرند

### تعلیم و تربیت عمومی و اجباری

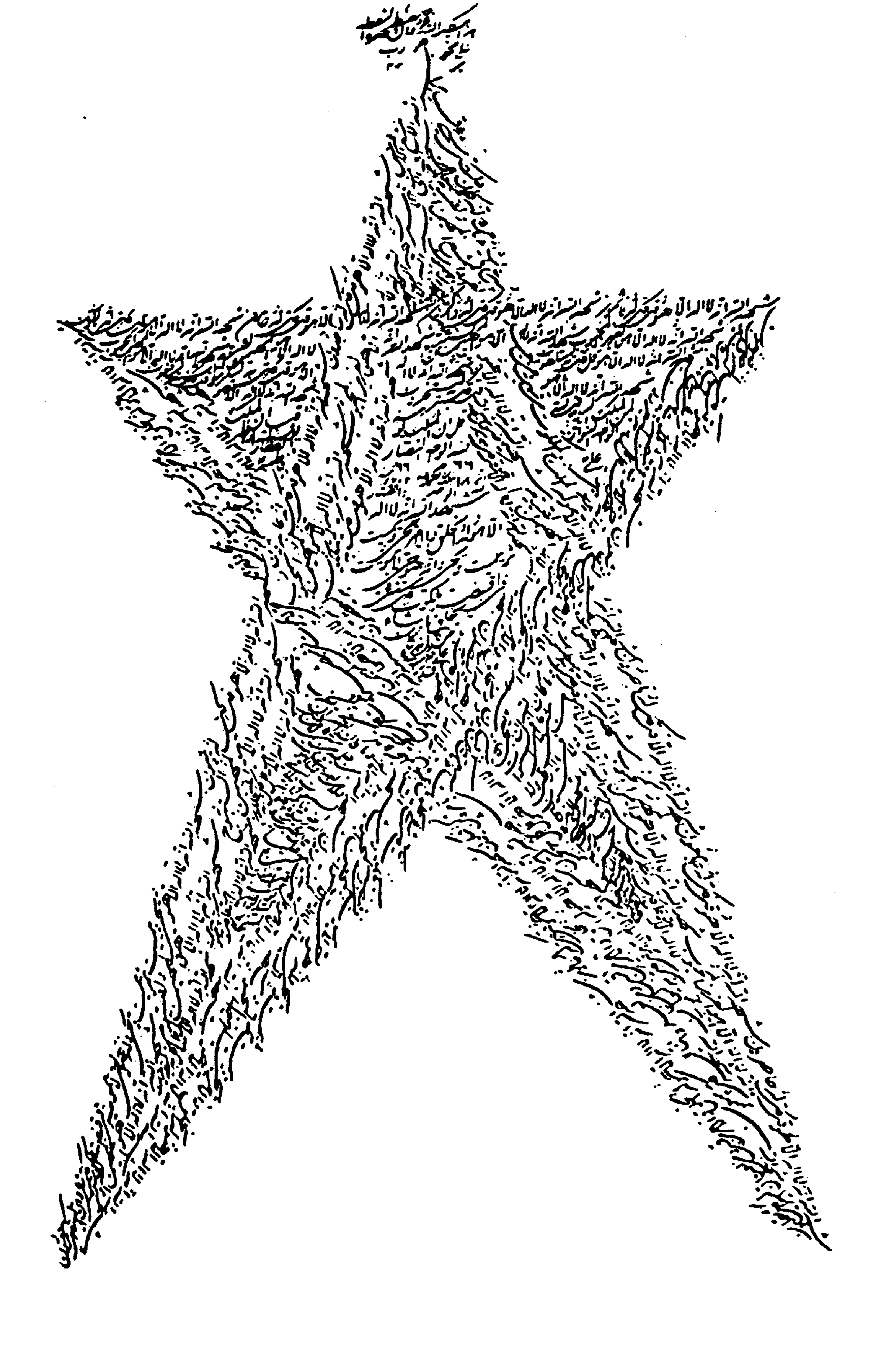
نماد هیکل باب

در آئین بهائی تأکید شدیدی بر اهمیت تعلیم و تربیت وجود دارد و تعلیم و تربیت به عنوان یکی از عوامل اصلی پیشرفت معنوی و مادی فرد و اجتماع در نظر گرفته می‌شود. آثار بهائی بیان می‌کنند که با تعلیم و تربیت است که استعدادهای و توانمندی‌های بالقوه افراد پرورش می‌یابد. آثار بهائی یکی از وظایف اصلی والدین را تعلیم و تربیت فرزندان خود می‌داند و به خصوص تأکید ویژه ای بر تعلیم و تربیت فرزندان دختر قرار می‌دهد زیرا در آینده به عنوان مادر نسل بعد را پرورش می‌دهند. تعالیم بهائی هم به لزوم تربیت معنوی و اخلاقی فرد و هم به تعلیم و آموزش انسانی از جمله کسب علم و یادگیری هنر و فن و حرفه تأکید دارند.
این آموزه بر تعلیم علم و تربیت اخلاقی همگانی تأکید می‌کند و هدف از تعلیم و تربیت توانمندسازی افراد برای خدمت به جامعه است. بهائیان فعالیت‌های گسترده‌ای در ایجاد مدارس نوینِ دخترانه و پسرانه در ایران داشتند. آنان در اواخر قرن نوزدهم با تشویقها و راهنمایی‌های عبدالبهاء در بسیاری از نقاط ایران، از روستاهای کوچک گرفته تا شهرهای بزرگ مدارس نوینی برپا کردند که پذیرای همه افراد فارغ از دین و جنسیت بود. در این مدارس دانش آموزان با علوم و هنرهای مدرن آشنا می‌شدند. از دیگر نمونه‌های تلاش‌های جامعه بهائی ایران برای امر آموزش تأسیس دانشگاه علمی آزاد است که در سال ۱۳۶۶ به منظور فراهم کردن امکان تحصیلات عالیه برای بهائیان محروم از تحصیل ایجاد شد.

## احکام

ستارهٔ ۹ پر، نماد بهاءالله است؛ بر پایهٔ اعداد ابجد، شمارهٔ واژهٔ «بها»، عدد ۹ است.

در آئین بهائی، احکام به صورت مجموعه‌ای از باید و نبایدها که از روی ترس و هراس از عذاب الهی باید رعایت شوند مطرح نمی‌شود. بهاءالله احکام را بخش جدایی‌ناپذیر ترقّی معنوی انسان می‌داند. بهائیان معتقدند همان‌طور که اگر فردی از بام ساختمان بلندی به پایین بپرد به دلیل نادیده گرفتن قوانین فیزیکی عالم دچار صدمه می‌شود، زیرپا گذاشتن قوانین معنوی که بر عالم وجود حکمفرماست نیز به انسان از نظر معنوی لطمه وارد می‌سازد. در این دیدگاه، احکام دینی به انسان کمک می‌کند که زندگی خود را با قوانین معنوی که بر عالم حکمفرماست هماهنگ سازند.
به اعتقاد بهائی، احکام شامل دو بعد مکمّل هستند. یک بُعد، شامل احکام اخلاقی می‌شود که در گذر زمان تغییرناپذیرند و در ادیان مختلف مشترک هستند؛ مانند دعوت به صداقت و درستکاری. بُعد دیگر شامل احکامی است که هدف نظم‌بخشی به زندگی اجتماعی را دارند و که بعضی از آن‌ها در بستر زمان قابلیت تغییر دارد. بسیاری از احکام مربوط به زندگی معنوی و اجتماعی فرد در آئین بهائی در «کتاب اقدس» از آثار بهاءالله ذکر شده‌اند. در مقدمه این کتاب آمده اگر چه بسیاری از قوانین موجود در کتاب اقدس در جامعه امروزی قابل استفاده هستند، بهاءالله امکان استفاده از قوانین جدید با توجه به مقتضیات جامعه بهائی را فراهم آورده و این قوانین اندک اندک در این آئین ظهور یا تغییر می‌کنند. رعایت قوانین شخصی مانند روزه و نماز در عین حالی که به عهده همگان گذاشته شده از وظایف شخصی و فردی محسوب می‌شوند. بهاءالله احکام را به عنوان یک چارچوب کیفری به هدف اجرای حکم یا مجازات در نظر نمی‌گیرد، بلکه احکام را به عنوان بخشی ضروری از ترقی معنوی انسان و راهنمای سلوک عرفانی او مطرح می‌کند.
در آئین بهائی احکام غالباً نه به صورت دستورالعمل‌های جزئی برای موقعیت‌های متفاوت بلکه به به شکل اصول کلی ارائه شده است که در بسیاری موارد فرد به شکلی که در زندگی خود و در هر موقعیت مناسب می‌بیند این اصول را به کار می‌گیرد. تعالیم بهائی دربارهٔ بسیاری از جنبه‌های زندگی اظهارنظری نمی‌کنند. در برخی موارد، به صراحت ذکر شده که یک موضوع خاص مسئلهٔ انتخاب فردی است و نه حکم الهی. همچنین در مورد برخی از احکام اجتماعی آئین بهائی که هم‌اکنون به اجرا گذاشته می‌شوند نیز تأکید کلّی شدیدی بر آگاهی، درک و عقلانیت فرد است. بر طبق بیانات بهاءالله، بهائیان احکام بهائی را باید با سرور و از روی عشق اجرا نمایند. در آئین بهائی هیچ فردی مسئول نظارت بر رعایت احکام توسط دیگران نیست. در نظر بهائیان فرد فقط پاسخگوی خداست و هر شخص مسئولیت بهبود و به انضباط درآوردن رفتار و اعمال خود را دارد. در دیانت بهائی طبقهٔ روحانیون و علمای دینی که بتوانند احکام الهی را وضع یا تفسیر کنند وجود ندارد. ولی و در ساختار جامعه بهائی اقتدار و مرجعیت به شوراهای انتخابی که در راس آنها بیت العدل اعظم قرار دارد سپرده شده است نه به افراد.
مبنای احکام بهائی آثار مکتوب و رسمی بهاءالله مانند کتاب اقدس و ضمائم آن به همراه تبیینات و توضیحات عبدالبهاء و شوقی افندی و قوانین وضع شده توسط بیت العدل اعظم است. حکایت‌های شخصی و روایت‌های شفاهی از زندگی بهاءالله یا دیگر بزرگان این آئین، نمی‌توانند به هیچ وجه مبنایی برای تعیین احکام باشند.
در ادامه قسمتی از احکام «کتاب اقدس» که توسط شوقی افندی، تأکید شده آورده می‌شود:
- پس از رسیدن به سن بلوغ در ۱۵ سالگی خواندن نماز بر هر بهائی واجب است. سه نماز اصلی وجود دارد که فرد حق انتخاب از میان آن‌ها را دارد.[۸۵]
- غیبت و افتراء حرام است.[۸۸]
- بهائیان بالغ که از سلامت برخوردارند هر سال در آخرین ماه از تقویم بهائی، روزه می‌گیرند.[۸۹]
- بهائیان از نوشیدن مشروبات الکلی و استفاده از داروهای روانگردان منع شده‌اند مگر آنکه پزشک استفاده از آن‌ها را تجویز نماید.[۹۰][۹۱]
- رابطه جنسی فقط بین زن و شوهر مشروع است و همجنسگرایی مجاز نیست.[۹۲]
- قمار و استفاده از مواد مخدر مانند تریاک به شدت نهی شده و حرام است.[۹۰]

## تاریخچه
به اعتقاد بهائیان تاریخ آئین بهائی با رسالت دو پیامبر ایرانی، باب و بهاءالله آغاز می‌شود. باب شارع آئین بابی است که بشارت به ظهور آئینی جهانی بعد از خود داد. با گذشت کمی بیش از یک دهه از تیرباران باب، اکثر پیروان باب به بهاءالله به عنوان پیام‌آوری که باب به ظهورش مژده داده بود ایمان آورند. آئین بهائی با اعلان رسالت بهاءالله و آموزه‌های او و جانشینانش شکل گرفت. بهاءالله برای تضمین این که بعد از درگذشتش و در گذر زمان جامعهٔ بهائی بتواند به صورت هماهنگ و متحد در مسیر به اجرا درآوردن تعالیمش پیش رود اساسی را تأسیس نمود که به عنوان «عهد و میثاق» شناخته می‌شود. به این ترتیب او چگونگی تداوم جریان هدایت، مسئلهٔ جانشینی و نیز توضیح و تبیین آثارش را با دستورالعمل‌های روشن، واضح و کتبی مشخص نمود. بر اساس این عهد و میثاق، مسئولیت هدایت و رهبری جامعه پس از بهاءالله، به پسر ارشدش، عبدالبهاء، سپس به شوقی ربانی، نوهٔ عبدالبهاء، و در نهایت همان‌گونه که بهاءالله تعیین نموده بود به بیت العدل اعظم مُحوّل شده است. اصل عهد و میثاق وحدت جامعه را تضمین می‌کند و آن را از اختلاف و تفرقه حفظ می‌کند.

### سید علی محمد باب
سید علی محمد باب، (۱۱۹۸–۱۲۲۹ هجری شمسی، ۱۸۱۹–۱۸۵۰ میلادی) پیامبر ایرانی و شارع آئین بابی است که پیروان بیشماری در دوره شش ساله رسالت خود - از ۲۵ سالگی تا ۳۱ سالگی - از قشرها، اقوام و اصناف مختلف ایران به خود جذب کرد. او خود را مهدی موعود، پیامبری جدید و بشارت دهندهٔ آئینی جهانی که قرار است پس از او توسط «من یُظهِره‌الله» (آنکه خداوند او را ظاهر خواهد ساخت)، ظاهر شود خواند و بارها در آثار خود به ظهور او اشاره کرد. از آموزه‌های باب می‌توان از پایان دوران اسلام آغاز دوره‌ای جدید، تکامل و ظهور تدریجی ظهور وحی در تاریخ بشریت و اهمیت حقوق زنان نام برد. حکومت قاجار باب را به دورترین نقاط ایران در آذربایجان تبعید کرد، و به تحریک روحانیون به اذیت و آزار، شکنجه و قتل پیروان باب در سراسر ایران پرداخت و در نهایت شش سال بعد از آغاز جنبش بابی، باب را در سن ۳۱ سالگی به همراه یکی از پیروانش در تبریز تیرباران کرد. کمی بیش از یک دهه از اعدام باب و کشتار بسیاری از بابیان در ایران، بهاءالله خود را موعود آئین بابی یا همان من یُظهِره‌الله نامید. اکثر بابیان به او ایمان آوردند و زان پس بهائی نام گرفتند. بهاءالله پیامبر و مؤسس آئین بهائی است.

### بهاءالله

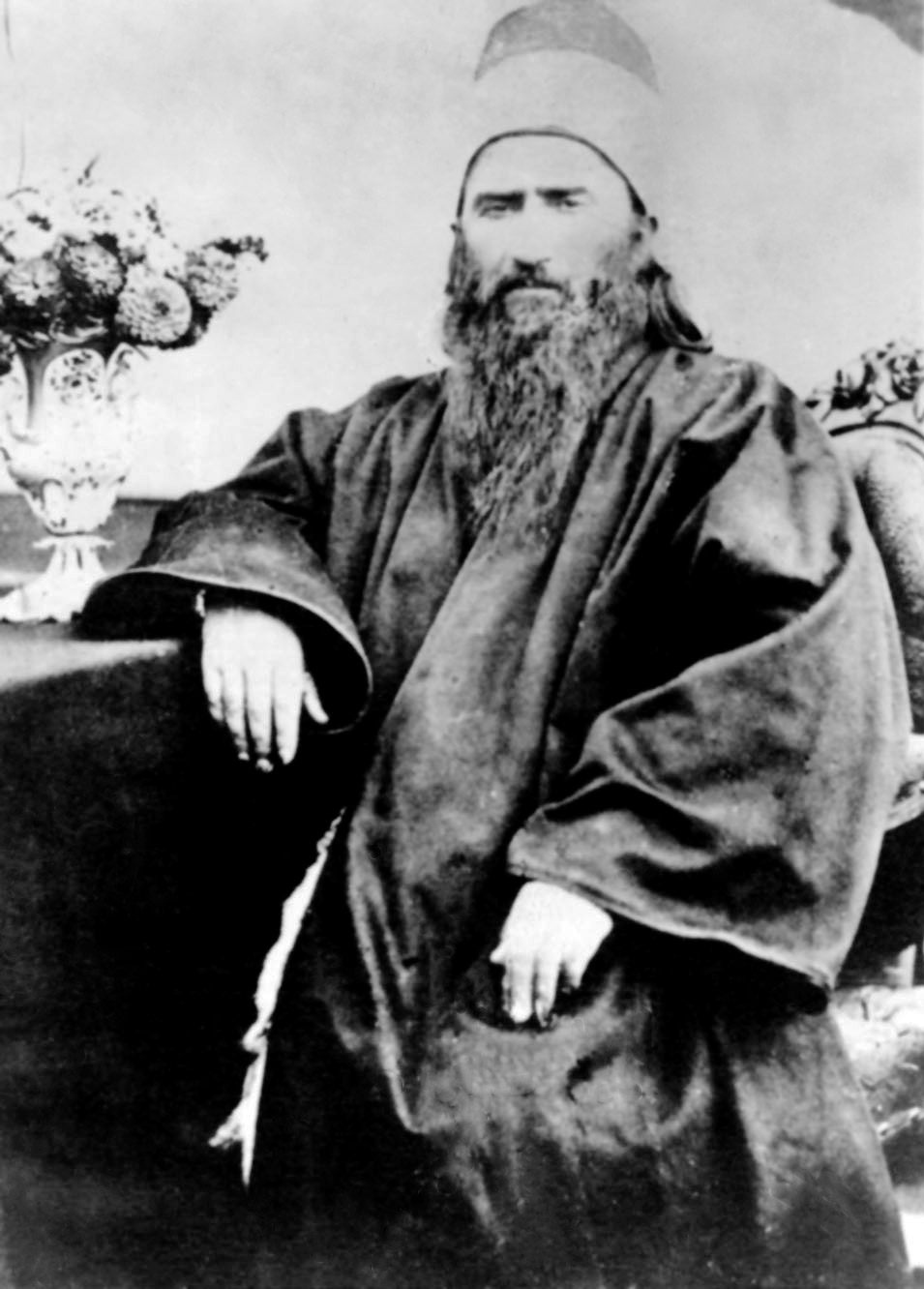
پیامبر آیین بهاییت

میرزا حسین علی نوری، ملقب به بهاءالله، (۱۱۹۶–۱۲۷۱ هجری شمسی، ۱۸۱۷–۱۸۹۲ میلادی) در بیست و هفت سالگی، با مطالعهٔ برخی از آثار باب که از طریق مُلاحسین بشرویه‌ای (اولین مؤمن به باب) به‌دست او رسیده بود به او ایمان آورد و به ترویح آئین باب پرداخت. حکومت به تحریک روحانیون به آزار و اذیت و کشتار بابیان می‌پردازد و باب که چند سال در آذربایجان زندانی بود به همراه یکی از پیروانش در تبریز تیرباران می‌شود. سه سال بعد از اعدام باب بهاءالله به زندان می‌افتد و مدت چندین ماه در غل و زنجیر نگه داشته می‌شود. بهاءالله در این زندان شاهد اعدام بسیاری از دوستان بابی‌اش بود. وی می‌نویسد که در این سیاه‌چال، چندین بار حالات عرفانی-معنوی را تجربه کرده و به مقام رسالت خود آگاه شده است. بعد از آزادی از زندان یک ماه به او فرصت داده می‌شود تا از ایران خارج شود. بهاءالله برای ترک ایران عراق را انتخاب می‌کند و به همراه خانواده و دو برادرش ایران را به قصد عراق ترک می‌کند. آن‌ها پس از یک سفر سخت و عبور از مناطق کوهستانی در سرمای زمستان در اوایل آوریل ۱۸۵۳ وارد بغداد شدند.
در بغداد بهاءالله به تدریج به عنوان رهبر جامعهٔ بازماندهٔ بابیان شناخته می‌شود و به احیای جامعه به شدت سرکوب شده و نابسامان بابی می‌پردازد. او در آثار خود درکی جدید از دین بابی را در اختیار بابیان قرار داد. تعداد پیروان او به شکل فزاینده‌ای رشد کرد و ظرف مدت کوتاهی هم بابی‌ها و هم مقامات ایرانی و عثمانی او را به عنوان رهبر برجسته بابیان شناختند.
حکومت ایران که از احیای جامعهٔ بابی تحت رهبری بهاءالله نگران بود مقامات عثمانی را مورد فشار قرار داد تا بهاءالله و یاران در حال فزونی او را به محلی دورتر از مرزهای ایران تبعید کند. مقامات عثمانی این موضوع را قبول کرده و بهاءالله را در ۱۸۶۳ به استانبول فراخواندند.
در ۲۱ آوریل ۱۸۶۳ قبل از حرکت به استانبول بهاءالله و همراهانش برای دوازده روز در باغ نجیب پاشا در حومه بغداد اقامت کردند. در این مکان بود که بهاءالله به بابیان حاضر اعلان کرد که او پیام‌آور الهی و همان موعودی است (من‌یظهره‌الله) که باب به آمدنش وعده داده. این مناسبت در بین بهائیان به عید رضوان شناخته می‌شود.
پس از چهار ماه سفر زمینی بهاءالله و همراهانش به استانبول وارد شدند. پس از حدود سه و ماه نیم اقامت در استانبول، مسئولان حکومت عثمانی دستور تبعید بهاءالله به ادرنه را دادند. بهاءالله چهار سال و نیم در ادرنه اقامت داشت. در دوران اقامتش در ادرنه بود که شروع به اعلان عمومی رسالت خود نمود. این اعلان عمومی در قالب صدور نامه‌هایی به پادشاهان و سران ممالک صورت گرفت. که می‌توان از آن جمله نامه‌هایی به ناپلئون سوم در فرانسه، پاپ، ناصرالدین شاه پادشاه ایران و سلطان عبدالعزیز ترکیه اشاره نمود. وی در این نامه‌ها خود را موعود تمامی ادیان که برای اتحاد نوع بشر ظهور کرده خواند و سران کشورها را به پذیرش رسالت خود دعوت نمود و از آنها خواست تا از مسابقه تسلیحاتی و تحمیل هزینه‌های آن بر مردم دست بکشند، برای حل و فصل اختلافاتِ موجود و دستیابی به صلح گرد هم جمع شوند و با ایجاد امنیت جمعی از آن پاسداری کنند. بهاءالله در این نامه‌ها همچنین از دموکراسی، حکمرانی قانون و تساوی برای همگان بدون در نظر گرفت دین پشتیبانی نمود.
در سال ۱۸۶۸ حکومت عثمانی بار دیگر دستور تبعید بهاءالله را صادر کرد و او و گروهی از پیروانش در ۳۱ اوت ۱۸۶۸ وارد زندان-شهر عکا شدند. برای دو سال بهاءالله و همراهانش در شرایط بسیار دشوار و نامناسبی در قلعه‌ای محبوس بودند و چندین نفر از همراهان بهاءالله و یکی از پسرانش به اسم میرزا مهدی به دلیل بیماری و سختی شرایط درگذشتند. بهاءالله و همراهانش در ۱۸۷۰ اجازه یافتند زندان را ترک کنند ولی همچنان زندانی به‌شمار می‌رفتند و اجازه خروج از شهر عکا را نداشتند.
در ۱۸۷۷ بهاءالله اگرچه همچنان یک زندانی بود اجازه یافت که از شهر عکا خارج شود. او ابتدا برای حدود دو سال در عمارتی در شمال عکا به نام مزرعه ساکن شد و سپس از ۱۸۷۹ تا هنگام درگذشت در ۱۸۹۲ در بهجی سکونت گزید. او در ۲۹ ماه مه سال ۱۸۹۲ میلادی به دنبال تب خفیفی در سن ۷۵ سالگی در بهجی درگذشت و در محوطه عمارت بهجی به خاک سپرده شد.

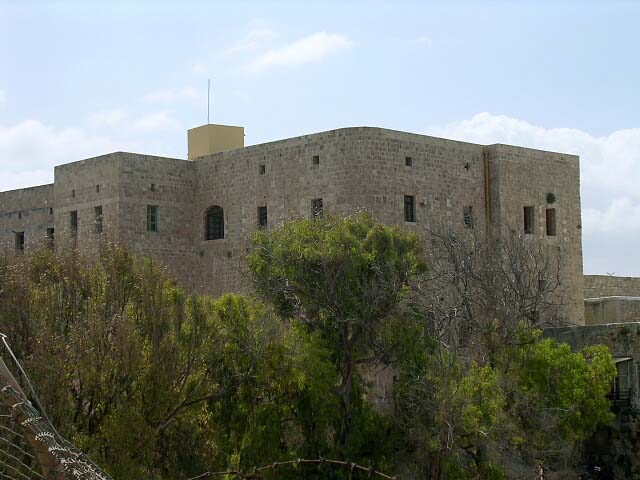
زندانی که بهاءالله دو سال در آن در عکا زندانی بود.

بهاءالله کتاب‌ها، نامه‌ها (الواح) و ادعیه و مناجات‌های بسیاری نگاشت، که از آن میان حدود پانزده هزار نامه و متن تا به حال شناسایی شده است. از جمله این آثار می‌توان به کتاب ایقان، کلمات مکنونه، جواهر الاسرار، چهار وادی، هفت وادی، کتاب عهدی و کتاب اقدس اشاره کرد. بهاءالله در کتاب اقدس که آن را در عکا به درخواست پیروان خویش برای احکام دینی به رشته تحریر درآورد، طبقه پیشوایان دینی را در آئین بهائی منسوخ می‌نماید، نظم اداری بهائی که در راس آن بیت العدل اعظم قرار دارد را تشریح و قوانین مدنی، کیفری، اخلاقی و دینی بهائی را که قرار است با تفسیرهای رسمی و یک نظام اداری همراه باشد مشخص می‌نماید. آثار بهاءالله هم‌اکنون به بیش از ۸۰۰ زبان ترجمه شده و در بیش از ۲۰۰ کشور منتشر شده‌اند. در این آثار بارها آمده است که مخاطب پیام او همه نوع بشر است و هدف از آموزه‌های او بازسازی عالم و ترقّی بشریت به عنوان یک کل است. او به‌طور مشخص اصل یگانگی نوع انسان را اعلان می‌دارد، سران ممالک را ترغیب می‌کند تا برای حل و فصل اختلافاتِ موجود و دستیابی به صلح گرد هم جمع شوند و با ایجاد امنیت جمعی از آن پاسداری کنند. او همچنین در راستای رسیدن به یک جامعه متحد جهانی خواستار اتخاذ یک زبان و خط بین‌المللی، ترویج یک نظام آموزشی همگانی و اجباری، و تعیین واحد پول و اندازه‌گیری یکسان می‌شود. بهاءالله بر ترکِ تعصبات دینی و نژادی و پرهیز از ملی‌گرایی افراطی تأکید می‌کند. بهاءالله در آثار خود بیان می‌کند که نزد خدا زن و مرد برابر هستند و هیچ‌یک بر دیگری برتری ندارد. آموزه‌های او طرفدارِ جدی آزادی زنان است و تأکید او بر تعلیم و تربیت دختران یکی از نمونه‌های متعددِ حمایت وی از بهبود وضعیت زنان است.
بهاءالله از بهائیان می‌خواهد فضائل اخلاقی چون راستگویی، پاکدامنی، درستکاری، امانت‌داری، وفاداری، ادب، بردباری، عدالت و انصاف را در پیش گیرند و با ادیان دیگر با منشی دوستانه و با محبت معاشرت نمایند. او همچنین از آنها می‌خواهد شهروندان نمونه ممالک محل سکونت خود بوده و نسبت به دولت مطبوع خود صادق، درستکار و وظیفه‌شناس باشند، به هیچوجه سبب خشونت و فساد نشوند، و از تعصب، غرور، مجادله، نزاع، غیبت و افتراء پرهیز کنند. او هر شکلی از خشونت مذهبی به خصوص جهاد را محکوم و ممنوع اعلام می‌کند، و به تفصیل از نقش دین به عنوان عاملی بازدارنده برای جلوگیری از جرم و حفظ نظم اجتماعی سخن می‌گوید. بهاءالله همچنین جمع‌آوری صدقه، رهبانیت و بطالت را نفی و بر ضرورت اشتغال به کار تأکید می‌کند.
در اندیشه بهاءالله ذات خداوند قابل شناخت نیست و انسان‌ها او را از طریق تجلی او در پیامبرانش می‌شناسند. به عقیده بهاءالله خداوند خود را در این جهان به واسطه پیام‌آورانش در یک فرایند تدریجی-ادواری، و منطبق با استعداد درک بشر و مقتضیات زمان و محیط، متجلی می‌سازد. ادیان از طریقِ فرایندِ «ظهور تدریجی وحی» به هم پیوند می‌خورند. این فرایند متناوب و در عین حال تکاملی است. با ظهور هر دینی «حقایق ابدی» (اصول معنوی و اخلاقی) که در دین قبل با گذشت زمان و تمسک کورکورانه به سنت به فراموشی سپرده شده بود دوباره زنده می‌شود. در این نگاه، ظهور پیاپی ادیان را می‌توان به آمدن فصل بهار تشبیه کرد، با آمدن هر بهاری شکوفایی و نوزایی جایگزین سرما و مرگِ زمستانِ قبل می‌شود. در تعالیم بهاءالله، حقایق دینی نسبی هستند و سیری تکاملی می‌پیمایند به این معنی که آموزه‌های دینی از طریق ظهور دائمی ادیان با تغییر مقتضیات زمان و ظرفیت فهم بشر تغییر می‌کنند. در دیدگاه بهاءالله، پیامبران هم دارای مقام انسانی و هم مقام الهی هستند. در مقام الهی از آنجا که همگی تجلی خداوند واحد هستند و اسماء و صفات او را منعکس می‌کنند در حقیقت یکی هستند، ولی در مقام انسانی شخصیتهای انسانی متفاوتی دارند.

### عبدالبهاء
عباس افندی (۱۲۲۳–۱۳۰۰ هجری شمسی، ۱۸۴۴–۱۹۲۱ میلادی) فرزند ارشد بهاءالله که به نام عبدالبهاء شناخته می‌شود، سومین شخصیت محوری آیین بهائی است که پدرش بهاءالله آنچنانکه در کتاب اقدس و نیز در کتاب عهدی اشاره کرده است، وی را به مقام جانشین، مبیّن و مفسر متون بهائی برگزید. او در فاصلهٔ سال‌های ۱۸۹۲ تا ۱۹۲۱ میلادی مسئولیّت ادارهٔ جامعهٔ بهائی را برعهده داشت. بهائیان عبدالبهاء را مفسّر و تبیین کنندهٔ رسمی آثار بهائی، جلوهٔ تمامی آرمان‌ها و ایده‌آل‌های بهائی و معمار نظم جهانی بهاءالله می‌دانند.
در زمان حیات بهاءالله، او منشی و نماینده پدرش بود. عبدالبهاء اکثر عمر خود را در زندان و تبعید به سر برد. ۹ ساله بود که به همراه پدر به عراق تبعید شد و در نهایت در ۶۴ سالگی (در سال ۱۹۰۸ میلادی) با آزادی تمامی زندانیان عقیدتی امپراتوری عثمانی در نتیجهٔ انقلاب جوانان تُرک، بعد از بیش از پنج دهه از تبعید و زندان رهایی یافت. او بعد از آزادی برای انتشار آئین بهائی و ترویج آموزه‌های پدر به مصر، اروپا و آمریکای شمالی سفر کرد. سفرهای سه ساله او در غرب نقش به سزایی در ایجاد جوامع بهائی در آنجا و انتشار آئین بهائی در سایر نقاط دنیا ایفا نمود. در آمریکای شمالی به حدود ۴۵ شهر در ایالات متحده و کانادا سفر کرد. در این سفر حدود ۳۷۳ سخنرانی داشت و جمعاً حدود ۹۳ هزار نفر مخاطب وی قرار گرفتند. عبدالبهاء در اروپا و آمریکا به نام پیامبر صلح معروف شد. مطبوعات آن زمان، اغلب او را «پیامبر ایرانی» می‌نامیدند. عده‌ای از صاحب‌نامان غرب چون الکساندر گراهام بل مخترع تلفن، پرزیدنت روزولت رئیس‌جمهور سابق ایالات متحده آمریکا و آدمیرال پری کاشف قطب جنوب در این اسفار با وی دیدار کردند.

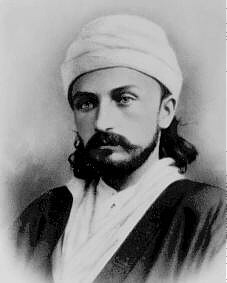
عبدالبهاء در جوانی

عبدالبهاء اغلب در سخنرانی‌های خود در غرب، اعتقادات اساسی و اصول آئین بهائی را شرح می‌داد، از جمله اینکه: هر فرد باید خود به‌طور مستقل و به دور از تعصّب به جستجوی حقیقت بپردازد، تمام ادیان الهی جلوه‌های مختلف یک حقیقت واحد هستند، دین باید در هماهنگی با علم و عقل باشد، نوع انسان یکی است و همه در مقابل خداوند برابرند، تعصّبات دینی، سیاسی و ملّی مخرّب و مبتنی بر جهل است، فقر شدید و ثروت مفرط باید از میان برداشته شود، همهٔ افراد باید در مقابل قانون یکسان باشند و عدالت در اجتماع برقرار باشد، زنان و مردان با هم برابرند و باید از حقوق برابر مخصوصاً در امر آموزش برخوردار باشند، دین باید باعث محبت و وفاق بین مردم شود، در غیر این صورت بی‌دینی بهتر است همهٔ کودکان باید آموزش دریافت کنند و دین باید از سیاست جدا باشد. عبدالبهاء همچنین به موضوع صلح بسیار در سخنرانی‌های خود توّجه می‌کرد و هشدار می‌داد که ناآرامی‌ها در منطقهٔ بالکان می‌تواند به جنگی تبدیل شود که سراسر اروپا را بگیرد. همچنین در آمریکا، برای مسئلهٔ روابط نژادی اهمیّت ویژه‌ای قائل بود و افراد از نژادهای مختلف را تشویق می‌کرد که به دنبال یافتن نقاط مشترک و همکاری باشند. وی هم در آمریکا و هم در اروپا با فقرا ملاقات می‌کرد و بر وظیفهٔ اجتماعی ثروتمندان در قبال فقرا تأکید می‌نمود.
عبدالبهاء در ماه ژوئن ۱۹۱۳ بعد از سه سال سفر در غرب از طریق مصر به حیفا بازگشت. در مدّتی کمتر از یک سال با آغازجنگ جهانی اول در اوت ۱۹۱۴ دیگر امکان سفرهای بیشتر برای وی وجود نداشت. آن روزها دوران خطرناکی برای وی و اطرافیان‌اش بود و عبدالبهاء از طرف جمال پاشا، فرماندار جدید سوریه مورد تهدید قرار گرفته بود. سال‌های جنگ باعث وقوع قحطی در منطقه شد که عبدالبهاء با تأمین غلات از مزارع بهائی در درّهٔ اردن توانست از وقوع فاجعهٔ محلّی جلوگیری کند. با آغاز حکومت قیمومت بریتانیا بر فلسطین، دولت جدید در تاریخ ۲۷ آوریل ۱۹۲۰ میلادی به دلیل «تلاش‌های انسان‌دوستانه در طول جنگ جهانی اول» لقب سلطنتی «سِر» به او داد. عبدالبهاء سال‌های بعد از جنگ را به رسیدگی به امور جامعهٔ بهائی پرداخت. وی علاوه بر اینکه در این دوران یک چهرهٔ برجستهٔ محلّی بود، به عنوان رهبر یک آئین بین‌المللی نیز شناخته می‌شد. عبدالبهاء در سال ۱۹۲۱ درگذشت.

### شوقی‌افندی
شوقی افندی ربّانی (۱۲۷۶–۱۳۳۶ هجری شمسی، ۱۸۹۷–۱۹۵۷ میلادی) که به شوقی افندی هم شناخته می‌شود، نوه دختری عبدالبهاء بود، و طبق وصیت نامه عبدالبهاء (الواح وصایا) پس از وی، مسئولیّت رهبری جامعه بهائی را به مدت ۳۶ سال تا درگذشتش بر عهده گرفت.

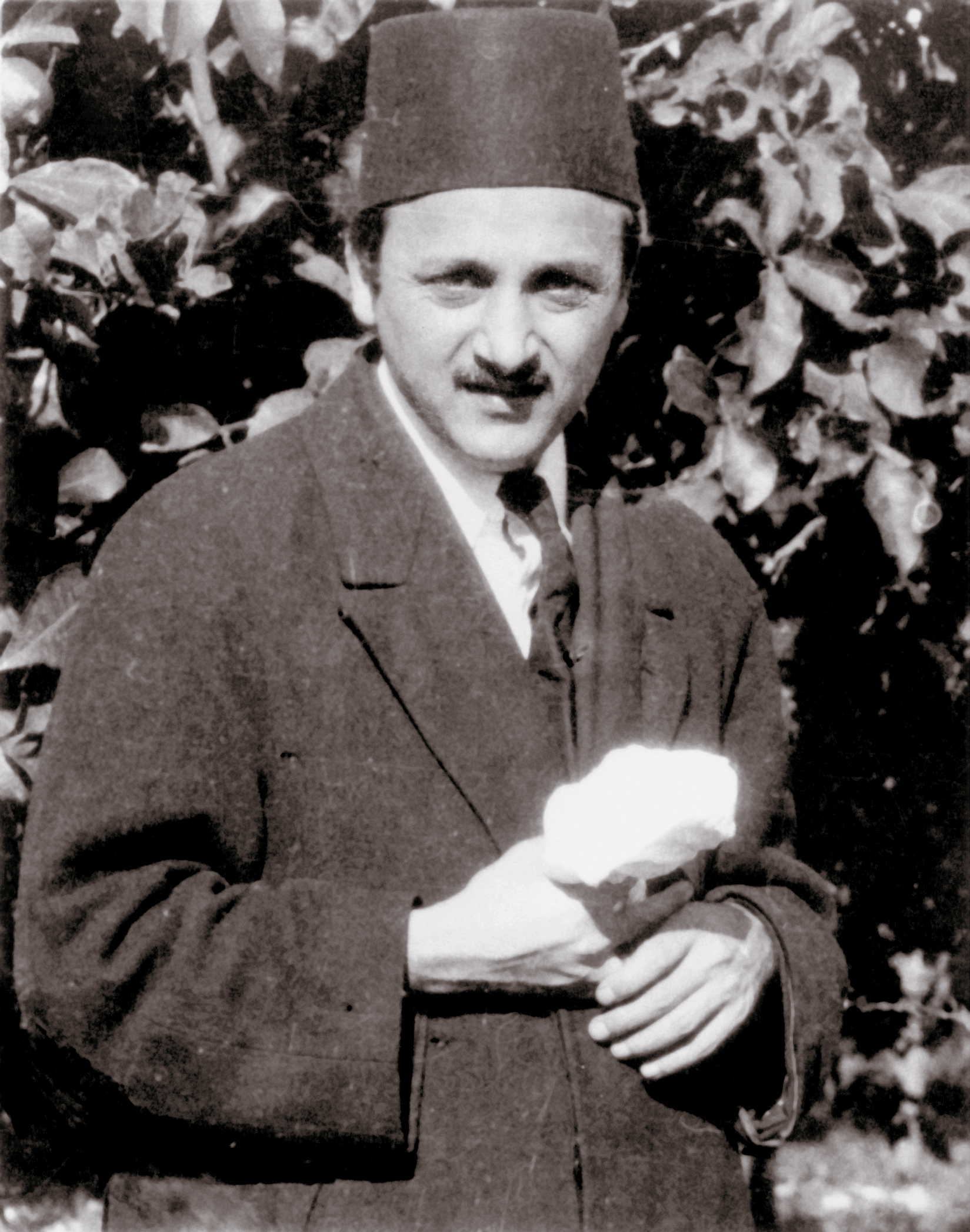
شوقی ربانی

او با تکیه بر الواح وصایای عبدالبهاء که به تعبیر خود او «منشور نظم اداری بهائی» است، نظم اداری آئین بهائی را بنا ساخت و پس از مطالعهٔ دقیق آثار بهاءالله و عبدالبهاء دربارهٔ تأسیس مؤسّسات بهائی، روش‌هائی ابداع کرد تا بتوان مؤسّسات و تشکیلات بهائی را ایجاد نمود.
به موازات همهٔ این اقدامات، به ترجمهٔ آثار بهائی از زبان‌های فارسی و عربی به زبان انگلیسی پرداخت و الگویی برای ترجمهٔ این آثار برای دیگران و برای آیندگان ایجاد کرد. کتاب «تاریخ نبیل»، نوشتهٔ نبیل زرندی که مربوط به تاریخ سال‌های اوّلیّهٔ آئین بهائی است را تلخیص و ترجمه نموده، به نام «مطالع الانوار» منتشر کرد. او همچنین به‌طور مستقل تاریخ آئین بهائی را در کتابی به اسم «God Passes By» مدوّن نمود.
او بعد از شکل‌گیری نظم اداری بهائی و محفل‌های بهائی اقدام به اجراء برنامه‌هایی سازمان‌یافته برای انتشار آئین بهائی نمود و نقشه‌هایی ملی و بین‌المللی برای این منظور طراحی کرد. شوقی افندی شخصاً طی نامه‌های بی شماری (حدود ۱۷۰۰۰ نامه) به جوامع بهائی در سراسر عالم به ترغیب و تشویق آنها در اجرای این نقشه مبادرت نمود. در زمان رهبری او شمار کشورهایی که آئین بهائی در آن مستقر شده بود به نحو چشمگیری افزایش یافت.
شوقی افندی اقدامات فراوانی در احداث و توسعه مرکز جهانی بهایی را در منطقه حیفا-عکا انجام داد. وی آرامگاهی زیبا بر مزار باب ساخت و باغهایی گسترده در اطراف مزار باب در دامنه کوه کرمل و آرامگاه بهاءالله معروف به روضهٔ مبارکه در خارج شهر عکّا طراحی و ایجاد نمود. او همچنین ساخت آرشیو بین‌المللی بهائی (دارالآثار) را که اولین ساختمان از مجموعه ساختمانهای مرکزی اداری بهائی در دامنه کوه کرمل در حیفا بود به اتمام رساند.
شوقی افندی، در این سال‌ها، نهایت توجه خود را به بنای مؤسّسات محلی و ملّی معطوف داشت و اصول انتخابات بهائی را برای جوامع بهائی سراسر عالم تشریح نمود. برای جامعه‌ای که کشیش و روحانی ندارد، این هیئت‌های منتخب دموکراتیک، اساس همهٔ پیشرفت‌های دیگر محسوب می‌شدند. او تلاش کرد جامعه‌های نو پای بهائی را به مرتبه‌ای برساند که مؤسّسات و تشکیلات بهائی قابلیت و توانائی تشکیل بیت العدل اعظم را داشته باشند. بیت العدل اعظم همان مؤسّسه‌ای است که از چند سال پس از درگذشت شوقی ربّانی تا کنون، رهبری و قیادت جامعهٔ بهائی در سراسر عالم را به عهده دارد و در آینده نیز این مسئولیّت را به عهده خواهد داشت.
شوقی افندی فرزندی نداشت و همهٔ خویشاوندان واجد شرایط جانشینی او به دلیل رفتارشان از جامعه بهائی منفصل شده بودند.

### بیت العدل اعظم
در آئین بهائی طبقه روحانی و مجتهد دینی وجود ندارد و در ساختار جامعه بهائی اقتدار و مرجعیت به شوراهای انتخابی که در راس آنها بیت العدل اعظم قرار دارد سپرده شده است نه به افراد. بیت‌العدل اعظم شورای بین‌المللی آئین بهائی و بالاترین مقام تصمیم‌گیری این آئین است. این مجمع ۹ عضو دارد که هر ۵ سال یک بار توسط اعضای محفل‌های ملی بهائی - شوراهای انتخابی بهائی کشورهای جهان - انتخاب می‌شوند. نخستین انتخابات بیت العدل اعظم در سال ۱۹۶۳ میلادی (۱۳۴۲ هجری شمسی) برگزار شد. بیت العدل اعظم در سال ۱۹۷۲ میلادی اساس‌نامه خود را تنظیم کرد و در آن جنبه‌های مختلف نحوهٔ عملکرد و اختیارات و وظایف را خود مشخص نمود. بر مبنای این اساس‌نامه این وظایف و اختیارات را می‌توان به صورت زیر خلاصه کرد: اداره امور جامعه بهائی در سطح جهانی، هدایت، سازمان دهی و هماهنگ سازی فعالیت‌های بهائی در سطح جهانی، محافظت از متون بهائی، محافظت از جامعهٔ بهائی در برابر آزار و اذیت و سرکوب؛ انتشار آئین بهائی، گسترش و تقویت نظم اداری بهائی؛ ترویج خصلت‌های معنوی در جامعهٔ بهائی و دوستی و صلح میان ملت‌ها؛ پیاده‌سازی، لغو یا تغییر آن دسته دستورها و احکام که به وضوح در متون بهائی مطرح نشده است؛ تضمین حقوق، آزادی و اقدامات افراد؛ بکار بستن اصول و احکام بهائی؛ هدایت و هماهنگی فعالیت‌های بهائیان در سراسر جهان.

## ساختار اداری
نحوهٔ سازمان‌دهی و اداره امور جامعه بهائی، نظم اداری نامیده می‌شود. طرح کلی این نظام توسط بهاءالله در کتاب اقدس و سایر آثارش مشخص شده است. در آئین بهائی طبقه روحانی و مجتهد دینی وجود ندارد و در ساختار این جامعه اقتدار و مرجعیت به افراد داده نشده بلکه به شوراهای انتخابی سپرده شده است. این شوراهای انتخابی در سطح محلی، ملی و بین‌المللی فعالیت دارند. در سطح محلی، این شوراها محفل روحانی محلی و در سطح ملی، محفل روحانی ملی نامیده می‌شوند. شورای بین‌المللی انتخابی بهائی، بیت العدل اعظم نام دارد که اعضایش هر ۵ سال یک بار انتخاب می‌شوند. این نهاد در رأس ساختار اداری بهائی قرار دارد. شوراهای انتخابی در در حوزه عملکرد خود اختیارات تقنینی، اجرایی و قضایی دارند.

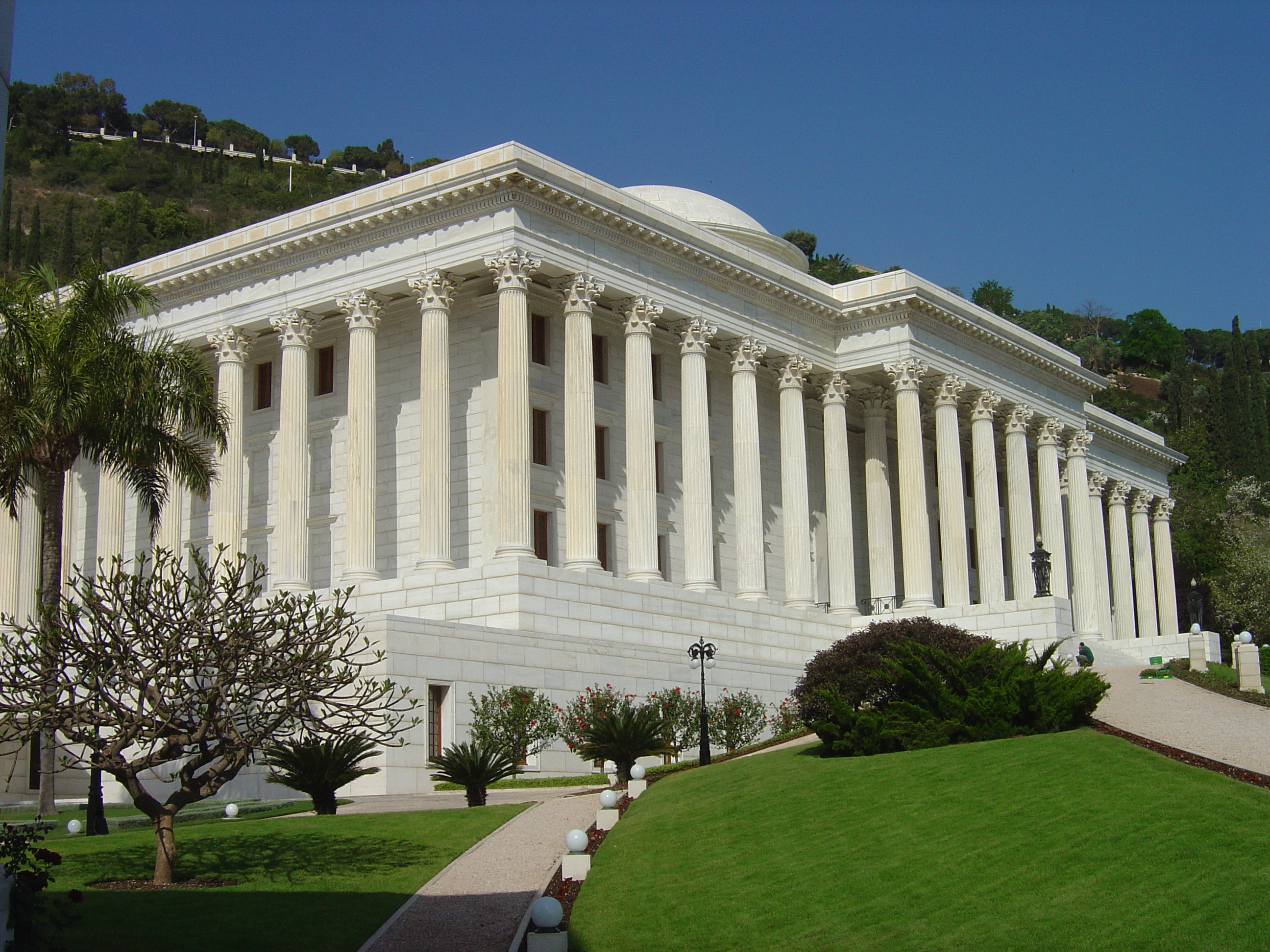
مقر بیت العدل اعظم، در دامنه کوه کرمل حیفا، اسرائیل

طبق احکام منصوص آئین بهائی، در انتخاب مؤسسات بهائی هرگونه تبلیغات، کاندیداتوری، نامزد شدن و نامزد کردن، حزب‌گرایی، و مبارزات و کمپین‌های انتخاباتی مطلقاً ممنوع است. هر کدام از راِی دهندگان در حالت دعا و توجه و با در نظر گرفتن معیارهای اخلاقی و معنوی مطرح در آثار بهائی، به حکم وجدان خود شایسته‌ترین افراد را برای عضویت در مؤسسه مورد نظر انتخاب می‌کنند. در تمامی انتخابات بهائی، در سطح محلی، ملی و بین‌المللی، رأی دهندگان نام افراد مورد نظر خود را روی برگه رأی می‌نویسند. رأی‌گیری در سطح محلی توسط محفل روحانی محلی اداره می‌شود. در هر شهر و روستایی که تعداد بهائیان ۲۱ سال به بالای آن حداقل ۹ نفر باشد هر سال انتخاباتی برگزار می‌گردد که در جریان آن ۹ فرد مستقیماً از جانب بهائیان آن محل با رعایت موازین انتخابات بهائی به عضویت محفل محلی در می‌آیند. رأی‌گیری از طریق برگه رأی مخفی است یعنی کسی ار رأی دیگران اطلاع ندارد. این موضوع باعث می‌شود که رای‌دهندگان بتوانند آزادانه و فارغ از فشارهای بیرونی به هر آن که خود صلاح می‌دانند رأی دهند. اعضای محفل روحانی ملی که امور جامعه بهائی را در سطح کشور اداره می‌کند سالانه از طریق نمایندگان منتخب محافل روحانی محلیِ سراسر کشور انتخاب می‌شوند. نمایندگان محافل محلی، اعضای محفل روحانی ملی را از بین کلیه اعضای جامعه بهائی آن کشور با رعایت موازین انتخابات بهائی انتخاب می‌کنند. نه نفری که از دیگران بیشتر رأی بیاورند به عضویت محفل ملی در می‌آیند. و در نهایت اعضای تمامی محفل‌های ملی بهائی سراسر جهان هر ۵ سال یک بار بیت العدل اعظم را انتخاب می‌کنند.
علاوه بر شوراهای انتخابی، موسساتی نیز هستند که به صورت انتصابی فعالیت می‌کنند و عمدتاً نقش مشاوره و تشویق جامعه بهائی را بر عهده دارند. مؤسسات انتصابی با تشویق و پرورش ابتکارات فردی بر پویایی جامعه می‌افزاید. هیئت مشاورین قاره‌ای که متشکل از ۸۱ نفر است هر پنج سال توسط بیت العدل اعظم منصوب می‌شوند. مشاورین به محافل روحانی مشاوره می‌دهند، مشوق اقدامات و ابتکارات فردی هستند و به رشد و سرزندگی جوامع بهائی کمک می‌کنند. برخلاف مؤسسات انتخابی، هیئت مشاورین قاره‌ای اختیارات تقنینی، اجرایی و قضایی ندارد. مشاورین قاره‌ای افرادی را برای کمک با عنوان هیئت معاونین منصوب می‌کنند و معاونین نیز دستیارانی برای خود از جامعه بهائی برمی‌گزینند. در حالی که مشاورین قاره‌ای در هر دو سطح قاره‌ای و کشوری فعال هستند، معاونین و دستیاران ایشان در سطوح منطقه‌ای و محلی فعالیت می‌کنند. برای هماهنگی و هدایت فعالیت‌های مشاورین قاره‌ای، بیت العدل اعظم هیئتی تحت عنوان دارالتبلیغ بین‌المللی برای ۵ سال منصوب می‌کند که متشکل از ۹ نفر است.

## آمار و گستره جغرافیایی
آخرین گزارش از پایگاه داده دانشنامه جهانی مسیحی جمعیت پیروان دیانت بهائی را ۷٫۹ میلیون در سال ۲۰۱۵ برآورد کرده است. این منبع همچنین تعداد مناطقی را که بهائیان در آن زندگی می‌کنند «بیش از ۱۰۰٬۰۰۰» محل می‌داند. تخمین‌های پایگاه داده دایرةالمعارف جهانی مسیحی همچنین راهنمایی تقریبی برای توزیع منطقه‌ای جمعیت بهائیان ارائه می‌دهد. مناطق جنوب صحرای بزرگ آفریقا (۲٫۳۷ میلیون؛ ۲۹٫۹٪) و جنوب آسیا (۲٫۱۳ میلیون؛ ۲۶٫۸٪) بیشترین تراکم جمعیتی بهائی را در دنیا دارند. دانشنامه بریتانیکا دیانت بهائی را دومین دین از لحاظ گسترش جغرافیای در جهان می‌داند.
بزرگ‌ترین جمعیت بهائی جهان در هند زندگی می‌کنند که در سال ۲۰۱۰ حدود ۱٫۹ میلیون تخمین زده شده است. همچنین بر اساس انجمن اسناد داده‌های دین، دیانت بهائی بزرگ‌ترین اقلیت دینی در ایران، پاناما و بلیز، دومین دین بزرگ بین‌المللی در بولیوی، زامبیا، پاپوآ گینه نو و سومین دین بین‌المللی بزرگ در چاد و کنیا است.
طبق آمار سال ۲۰۰۱ تعداد مناطقی که بهائیان در آن سکونت دارد ۱۲٬۷۳۸۱ می‌باشد که در ۱۹۰ کشور و قلمروهای وابسته پراکنده شده است. طبق همین آمار ۱٬۱۷۴۰ محفل روحانی محلی و ۳۳ انتشارات بهائی وجود دارند، متون بهائی به ۸۰۲ زبان ترجمه شده و بهائیان حدوداً ۲٬۱۱۲ قبیله، نژاد و گروه قومی را در جهان نمایندگی می‌کنند. در حال حاضر ۱۱ عبادتگاه بهائی وجود دارد که شامل هشت عبادتگاه «قاره ای» و سه عبادتگاه محلی است. به علاوه طرح‌هایی برای چهار معبد دیگر نیز به اجرا گذاشته شده است.
طبق آمار مرکز جهانی بهائی، در حال حاضر ۱۹۲ محفل روحانی ملی بهائی در جهان وجود دارد. در سراسر جهان بهائیان بیش از ۶۰ هزار کلاس تعلیم و تربیت کودکان و گروه‌های توان‌افزایی نوجوانان (۱۲–۱۵ ساله) برگزار می‌کنند که به روی همگان باز هستند. بهائیان جهان تا کنون بیش از ۷۰ هزار پروژهٔ کوتاه‌مدت توسعهٔ اجتماعی و اقتصادی را به انجام رسانده‌اند و در حال حاضر ۱۵۰۰ پروژهٔ بلندمدت توسعه در جریان است. آن‌ها همچنین بیش از ۱۵۰ سازمان برای توسعه اجتماعی و اقتصادی در نقاط مختلف جهان تأسیس کرده‌اند.

## تقویم بهائی
تقویم بهائی یک تقویم خورشیدی است که از نوزده ماه نوزده روزه به علاوه چهار روز (یا در سال‌های کبیسه ۵ روز) که ایام هاء نامیده می‌شوند تشکیل شده است. دوران چهار (یا ۵ روزه) ایام هاء زمانی برای جشن و شادی، نیکوکاری و امور خیریه و مهمان نوازی است و دقیقاً قبل از شروع ماه آخر در تقویم بهائی که ماه روزه داری است قرار دارد. شروع سال نو در تقویم بهائی مطابق با نوروز و اعتدال بهاری در نیمکره شمالی است. در تقویم بهائی هر ماه نامی دارد که برگرفته از یکی از صفات الهی است.

## جای‌های دینی بهائیان

### اماکن مقدس بهائیان
حیفا و عکا برای بهائیان شهرهایی مقدس‌اند. آرامگاه بهاءالله در عکا و آرامگاه سیدعلی‌محمد باب در حیفا واقع شده است.
همچنین مکانی به نام بهجی که در فاصله بین دو شهر حیفا و عکا واقع شده، جزو اماکن مقدس بهائیان است.

### معابد بهائی

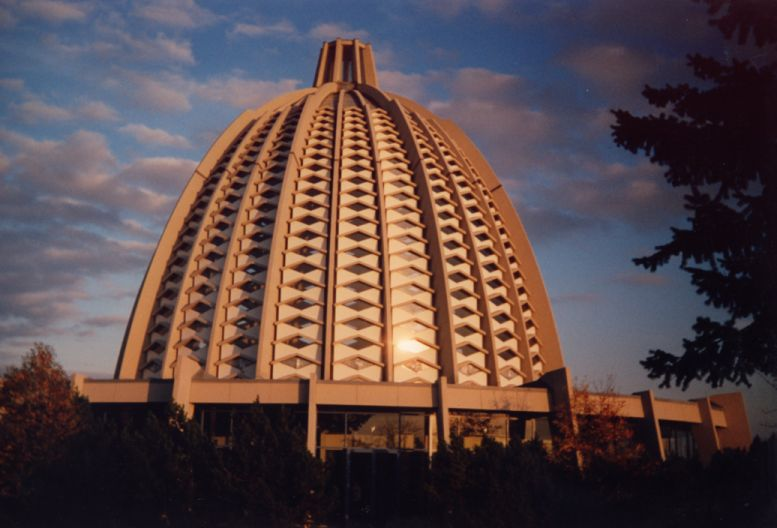
مشرق‌الاذکار فرانکفورت آلمان

در آئین بهائی مفاهیم عبادت، کار و خدمت، در قالب مؤسسه مشرق‌الاذکار تلفیق می‌شوند و آثار بهائی مشرق‌الاذکار را نمادی از پیوند عبادت و خدمت می‌دانند. مجموعه مشرق الاذکار از یک ساختمان مرکزی به عنوان محل نیایش (معبد) تشکیل شده است و در اطراف آن موسسات عام‌المنفعه ای قرار خواهند گرفت که هدفشان فراهم آوردن امکانات آموزشی، بهداشتی و سایر خدمات در راستای پیشرفت اجتماعی و اقتصادی جامعه است.
در حال حاضر هشت معبد بهائی قاره ای یا منطقه‌ای بهائی در جهان وجود دارند که واقع در استرالیا، ساموآ، اوگاندا، شیلی، آلمان، هندوستان، پاناما و ایالات متحده آمریکا هستند.
هر یک از این معابد معماری خاص خود را دارند که با تأثیر از فرهنگ محلی و در همخوانی با عناصر زیست‌محیطی، اجتماعی و فرهنگی بومی هر منطقه طراحی شده است. از جمله خصوصیات مشترک در طراحی این معابد این است که همه طرحی دایره‌وار، ۹ ضلع، ۹ در ورودی و گنبد دارند و پیرامون آن‌ها را باغ و فضای سبز فرا گرفته است.
در معابد بهائی موعظه یا آداب و آئین خاصی انجام نمی‌پذیرد. برنامه دعا و نیایش در این معابد شامل قرائت آثار بهائی و متون دینی سایر ادیان است که می‌تواند به زبان‌های مختلف و به شکل قرائت ساده یا همراه با آواز صورت گیرد. معابد بهائی به روی همگان از هر دین، نژاد، ملیت، قوم و جنسیت باز هستند.
در اردیبهشت سال۱۳۹۱ (آوریل ۲۰۱۲) شورای حاکمهٔ بین‌المللی دیانت بهائی، بیت‌العدل اعظم، برنامهٔ ساخت دو معبد ملی (در جمهوری دموکراتیک کنگو و پاپوآ گینه نو) و ۵ معبد محلی (باتامبانگ در کامبوج، بیهار شریف در هندوستان، ماتوندا سوی در کنیا، نورته دل کائوکا در کلمبیا و تانا در وانواتو) را اعلام کرد. معبد بهائی باتامبانگ در کامبوج در سپتامبر ۲۰۱۷ (شهریور ۱۳۹۶) بازگشایی شد و معبد بهائی محلی نورته دل کائوکا در کلمبیا در ژوئیه ۲۰۱۸ (مرداد ۱۳۹۷) افتتاح شد.

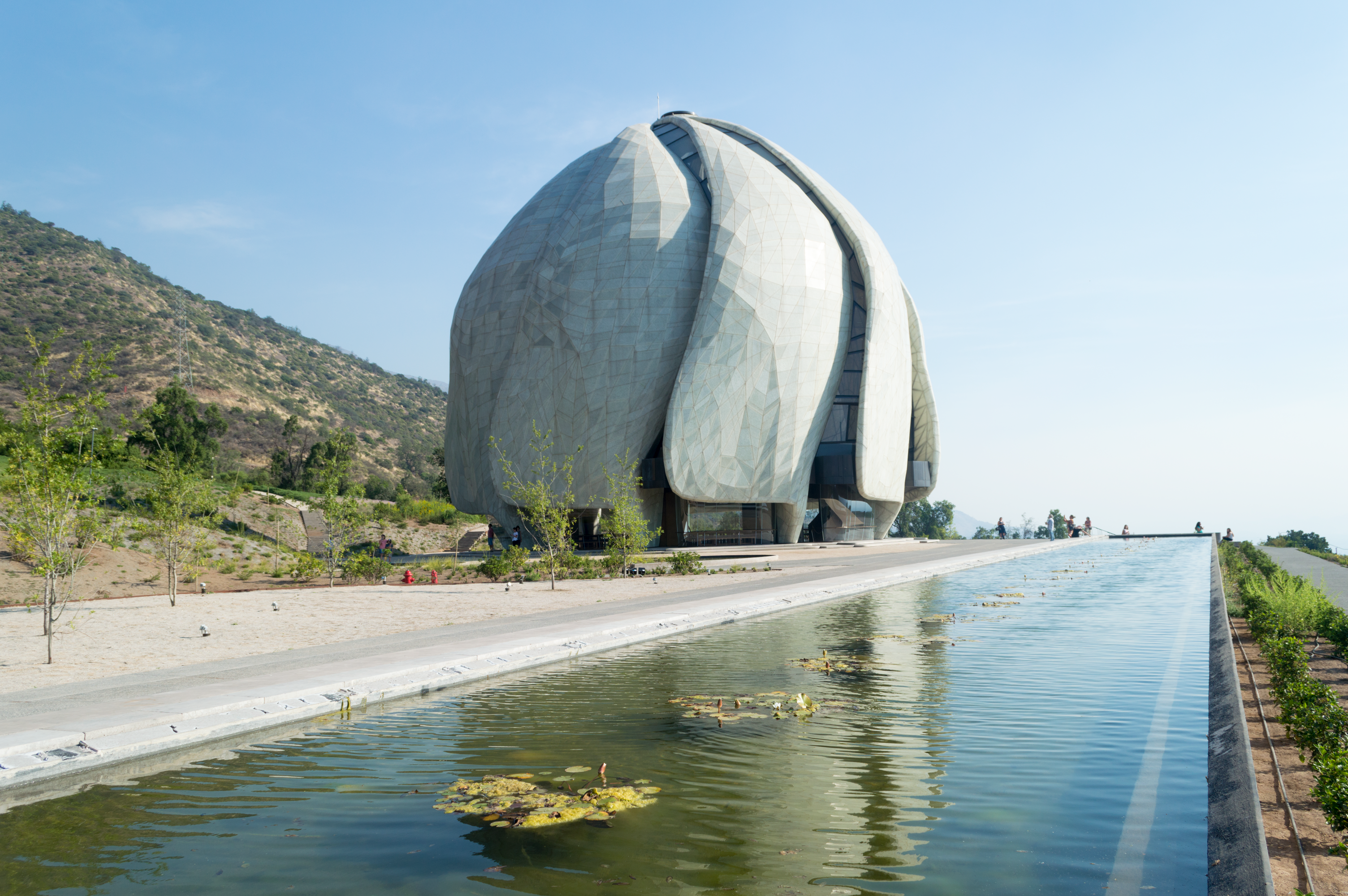
مشرق‌الاذکار سانتیاگو شیلی

## آثار بهائی
کتاب‌ها و نامه‌های بسیاری توسط بهاءالله، عبدالبهاء و شوقی افندی نوشته شده است که همگی جزو آثار بهائی دسته‌بندی می‌شوند. در آئین بهائی آثار باب و بهاءالله به عنوان وحی یا کلام الهی، متون و سخنرانی‌های عبدالبهاء و آثار شوقی افندی به عنوان تفسیر و تبیین رسمی و آثار بیت العدل اعظم به عنوان تشریع و توضیحات رسمی در نظر گرفته می‌شود.
آثار بهائی از حدود سال ۱۸۸۲ به بعد به دستور بهاءالله در هند منتشر می‌شدند. پس از سال ۱۸۹۲، انتشار این آثار به مصر منتقل شد. در ایران لجنه انتشارات آثار بهائی (به انگلیسی: Baha’i Publishing Trust) بین سالهای ۱۹۵۹ و ۱۹۷۹ آثار مقدس بهائی را به زبان اصلی، یعنی فارسی و عربی منتشر می‌کرد که با وقوع انقلاب ایران انتشار آنها به هفهایم لانگنهین در آلمان غربی، هند و ویلمت در آمریکا منتقل شد. آثار بهائی به زبانهای زیادی ترجمه شده‌اند. بخشی از آثار بهاءالله به ۸۰۲ زبان ترجمه شده است. جامعه بهائی ترجمه انگلیسی آثار بهائی، نه نسخه‌های خطی، را به عنوان متون رسمی منتشر می‌کند. ترجمه به سایر زبانها از روی ترجمه انگلیسی انجام می‌شود.

### آثار بهاءالله
بهاءالله متون متنوعی شامل کتاب، نامه و رساله از خود بر جای گذاشته است که بهائیان آن‌ها را کلام خدا در نظر می‌گیرند. آثار بهاءالله در اصل خود به زبان فارسی و عربی نگاشته شده است و امروز به بیش از هشتصد زبان ترجمه شده است. برخی از این آثار عبارتند از:

عکسی از عباس افندی مشهور به عبدالبها

- کتاب اقدس
- کتاب ایقان
- کلمات مکنونه فارسی
- کلمات مکنونه عربی
- کتاب بدیع
- اشراقات
- اقتدارات
- هفت وادی
- چهار وادی
- دریای دانش
- جواهر الاسرار

### آثار عبدالبهاء
- رساله مدنیه
- رساله سیاسیه
- خطابات (سه جلد)
- مکاتیب (نه جلد)
- مفاوضات
- مقاله شخصی سیاح
- تذکرة الوفاء
- مجموعه الواح به افتخار بهائیان پارسی
- الواح وصایا

## سرکوب و آزار و اذیت بهائیان
«یک بهائی، پر از اضطراب، دارد زندگی می‌کند. هیچ بهائی نمی‌تواند فکر کند که حتی برای متوفیانش سنگ قبرِ درست و حسابی بگذارد؛ تمام اماکن مقدسی که برای بهائیان وجود داشته، با خاک، یکسان شده. اموال بهائیان، غصب می‌شود به عنوان بیت‌المال؛ در سال‌های اولیهٔ انقلاب، ۲۰۰ نفر بهائی، تنها به خاطر بهائی بودن، کشته شدند. در سال[های] اخیر، دوباره، بهائی‌ها را زندانی می‌کنند».
 شبنم طلوعی

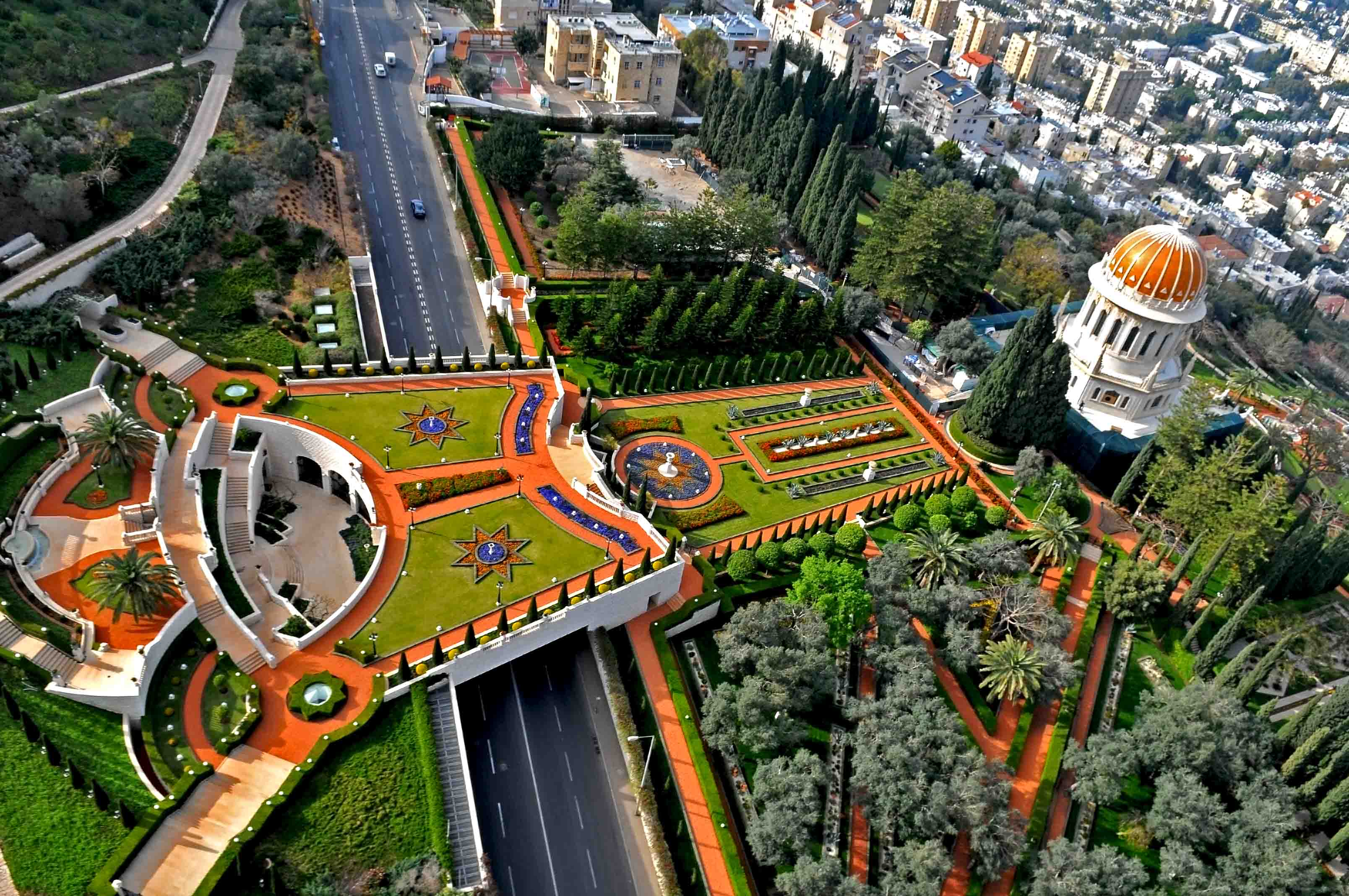
مقام اعلی آرامگاه سید علی‌محمد باب

مونا محمودنژاد یکی از بهائیانی بود که پس از انقلاب ۱۳۵۷، در هفده سالگی در ایران، اعدام شد. ده‌ها زن بهائی نیز با او اعدام شدند.

از ابتدای پیدایش آئین بابی در سال ۱۸۴۴ میلادی و پس از آن آئین بهائی در ۱۸۵۲ میلادی مخالفت و سرکوب توسط علمای دینی شیعه و حکومت قاجاریه با این دو آئین آغاز شد. بهائی ستیزی در دوران حکومت قاجاریه در ایران به اشکال گوناگون دیده می‌شد. انتشار مطالب بر ضدّ آئین بابی و بهائی و تبعید، حبس، شکنجه و قتل و کشتار پیروان، از روش‌های رایج بهائی ستیزی در آن دوران بود. بهائی ستیزی در دوران حکومت پهلوی نیز اگرچه نسبت به دوران قاجاریه کم تربود، ولی به همان اَشکال سابق ادامه داشت. در دوران قاجار آزار و اذیت‌ها بیش تر از طرف عوامل محلی صورت می‌گرفت و حکومت مرکزی گاهی از این برخوردها حمایت می‌کرد و گاهی به دلیل ترس از دست دادن کنترل با آن‌ها مخالفت می‌نمود. اما در دوران پهلوی با قوی تر شدن حکومت مرکزی، این خود دولت بود که به تدریج عامل اصلی آزار و اذیت بهائیان شد. در نتیجه شکل آزار و اذیت‌ها از حرکت‌های تهاجمی عوام در دوران قاجار تغییر کرد و ماهیتی اداری به خود گرفت که اغلب همراه با بخشنامه‌ها و آئین‌نامه‌های دولتی بود.
در دورهٔ جمهوری اسلامی (از انقلاب ۱۳۵۷ تاکنون) بهائی ستیزی مجدداً به شکلی شدید و مستمر ادامه یافته است. بعد از انقلاب ایران و به قدرت‌رسیدن مسلمانان شیعه در راس حکومت، تبعیض‌های اجتماعی و تبلیغات منفی از سوی حکومت و نهادهای وابسته به آن، علیه اصول دیانت بهائی و باورمندان به آن به شکلی «سازمان‌یافته» شکل گرفت. برخلاف دوران‌های قبل که بهائیان قربانیان اقدامات پراکنده حکومتی بودند، پس از انقلاب اسلامی طرح مشخص و برنامه‌ریزی‌شده‌ای برای نابودی جامعهٔ بهائی شکل گرفت.
خمینی قبل از اینکه به قدرت برسد دشمنی خود با بهائیان را اعلام کرده بود و واضح ساخته بود که اقلیت سیصد هزار نفرهٔ بهائیان ایران که بزرگ‌ترین اقلیت دینی کشور بود از حقوق پایهٔ انسانی که سایر اقلیت‌های دینی برخوردار بودند محروم خواهند شد. پس از انقلاب قانون اساسی جدید کشور به‌طور عَمد بهائیان را به رسمیت نشناخت و برای آن‌ها هیچ حقی قائل نشد. دادگاه‌های جمهوری اسلامی ایران به نوبهٔ خود از بهائیان در برابر قتل و ضرب و تعرضات دیگر حمایت نمی‌کنند و آنان را مشمول حق دریافت خسارت ندانسته به این ترتیب هر آزار و تجاوزی به بهائیان مجاز انگاشته می‌شود و مصونیت قضایی دارد.
دبیرکل سازمان ملل متحد، بان کی مون، در گزارش سال ۲۰۱۶ خود در ارتباط با وضعیت حقوق بشر در ایران، بهائیان را ستم‌دیده‌ترین اقلیت دینی ایران نامید.
از جمله موارد سرکوب و آزار و اذیت بهائیان ایران پس از انقلاب ۱۳۵۷ می‌توان به موارد زیر اشاره کرد:
- ممنوع اعلام کردن تمامی موسسات (شوراهای انتخابی) و فعالیت‌های جامعهٔ بهائی[۱۸۱][۱۸۲]
- دستگیری و اعدام اعضای شوراهای انتخابی بهائی در سطح محلی و ملی (محفل‌های ملی و محلی)[۱۸۱]
- مصادره اماکن و دارایی‌های متعلق به جامعهٔ بهائی[۱۸۱][۱۸۲]
- مصادره و تخریب امکان دینی و قبرستان‌های بهائی[۱۸۱][۱۸۴]
- زندان و شکنجه بهائیان[۱۸۱][۱۸۲]
- اخراج بهائیان/ممانعت از اشتغال آن‌ها در مشاغل دولتی[۱۸۱]
- ایجاد شرایط فشار بر صاحبان مشاغل برای اخراج کارکنان بهائی خود[۱۸۱]
- عدم پرداخت حقوق بازنشستگی و صدور دستور مبنی بر اینکه بهائیان حقوق‌های دریافتی پیشین خود را بازگردانند[۱۸۱]
- تعطیل کردن مغازه‌ها و کسب و کارهای بهائیان[۱۸۱][۱۸۳]
- محرومیت از تحصیل در مدارس و دانشگاه ها[۱۸۱][۱۸۴][۱۸۵][۱۸۶][۱۸۷]
- ممانعت از ثبت ازدواج بهائیان[۱۸۱]
- عدم صدور جواز کفن[۱۸۱]
- مصادره املاک، دارایی‌های شخصی بهائیان[۱۸۱][۱۸۸]
- تخریب منازل[۱۸۱]
- آدم‌ربایی و قتل[۱۸۱]
- مصونیت قضایی برای متجاوزان به حقوق افراد بهائی[۱۸۱]
- نفرت‌پراکنی و انتشار تبلیغات ضد-بهائی در رسانه‌ها و تحریک عموم علیه بهائیان[۱۸۳][۱۸۹]
- سوزاندن بهائیان.[۱۹۰]

### مصوبه شورای عالی انقلاب فرهنگی
بر طبق مصوبه شورای عالی انقلاب فرهنگی جمهوری اسلامی ایران، بهائیان علاوه بر محرومیت از اشتغال در اماکن دولتی، از تحصیلات دانشگاهی نیز محروم می‌باشند. این مصوبه که به تاریخ ششم اسفند ۱۳۶۹ (۲۵ فوریه ۱۹۹۱) صادر شده و در بند سوم آن ذکر شده که باید از ثبت نام بهائیان در دانشگاه‌ها جلوگیری به عمل آید و چنانچه هویت بهائی فردی هنگام تحصیل احراز گردد باید از تحصیل محروم شود و همچنین در ۱۱ آبان ماه سال ۱۳۸۵ نیز مجدداً به تصویب شورای انقلاب فرهنگی و وزارت اطلاعات رسیده است بدین مضمون که بهائیان نمی‌توانند در دانشگاه‌ها ثبت نام کنند و در صورت ثبت نام باید اخراج گردند.

### واکنش‌ها به بهائی‌ستیزی
موج آزار و اذیت و سرکوب بهائیان در ایران پس از انقلاب اسلامی توجه جامعهٔ بین‌المللی را به خود جلب کرده است. مجمع عمومی سازمان ملل متحد و سایر نهادهای سارمان ملل متحد، سازمان‌های حقوق بشر بین‌المللی، دولت‌های مختلف، دانشگاهیان و روزنامه نگاران کشورهای مختلف، فعالان مسلمان حقوق بشر و چهره‌های ترقی خواه جامعهٔ ایران متوجه بی گناهی و رنج بهائیان شده و سرکوب آن‌ها توسط حکومت ایران را محکوم کرده‌اند و خواستار پایان دادن به این آزار و اذیت شده‌اند.

### علل بهائی‌ستیزی

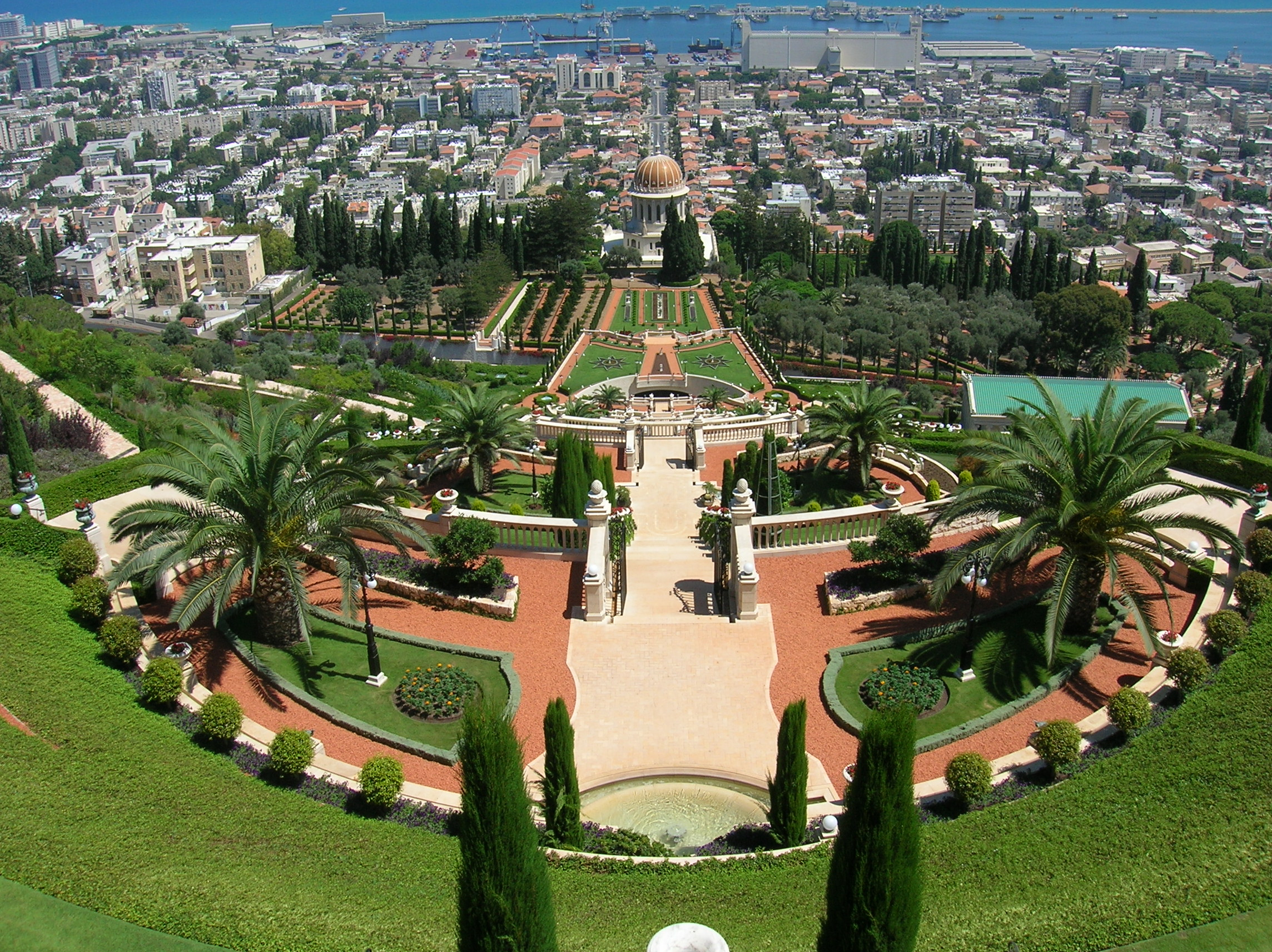
باغ بهائی در حیفا اسرائیل

برنارد لوئیس معتقد است که حکومت‌های اسلامی و جوامع مسلمان همواره در پذیرش ادیانی که پس از اسلام ظهور پیدا کرده‌اند و به خدای یگانه اعتقاد دارند (مانند بهائیان) دچار مشکل فراوان بوده‌اند؛ چرا که از یک سو نمی‌توان پیروان این آئین‌ها را همانند پیروان ادیان چندخدایی آسیا یا انیمیست در آفریقا سرکوب کرد و از سوی دیگر هم برخورد با آن‌ها همانند مسیحیان و یهودیان بها دادن به آن‌هاست. به علاوه پذیرش آن‌ها مغایر پذیرش ختمیت وحی در زمان زندگی پیامبر اسلام است. آدام سیلورشتاین معتقد است که به علت ضعف ایران در قرن بیستم مردم ایران به دنبال علتی برای این موضوع بودند و به همین تئوری‌های توطئه‌ای از اینکه یهودیان، بهاییان، فراماسون‌ها و… مقابل پیشرفت ایران می‌ایستند به وجود آمد و بین مردم و حتی قشرها تحصیل‌کرده جامعه محبوبیت یافت.

## تئوری توطئه
تئوری‌های توطئه در ایران مجموعهٔ از باورها هستند که سیر وقایع و تاریخ ایران و سیاست آن را به نیروهای متخاصم خارجی و سازمان‌های مخفی نسبت می‌دهند. در روان‌شناسی اجتماعی معاصر این تئوری‌ها، به عنوان مجموعه‌هایی بسط یافته از «توهمات جمعی» تعریف می‌شوند. یکی از گروه‌هایی که در ایران علیه آن‌ها تئوری توطئه مطرح شده است بهائیان هستند.
اعتقاد به توطئه پیروان آیین بهائیت بر پایه سندی جعلی منسوب به شاهزاده دیمیتری ایوانوویچ دالگوروکف (معروف به کنیاز دالگورکی)، سفیر کبیر روسیه در ایران در سال‌های ۱۲۶۳ تا ۱۲۷۰ است. این سند مدّعی است شاهزاده بابیت و بهائیت را به منظور تضعیف تشیع و به‌طور کلی تضعیف ایران به وجود آورده است. این سند در تهران در اواخر دهه ۳۰ میلادی پخش شد و از آن به بعد در مباحثات مسلمانان به‌طور وسیعی برای اثبات اینکه بهائیان توسط روس‌ها، و بعد انگلیس‌ها یا آمریکایی‌ها یا هر دو کنترل می‌شدند استفاده می‌شد. علاوه بر این، از آنجایی که مرکز جهانی این آئین در شهر حیفا قرار گرفته است، آئین بهائی از دید برخی، یک سازمان صهیونیستی در نظر گرفته می‌شود تا یک دین؛ برخی نویسندگان آن را حتی با فراماسونری و بنیادگرایی اسلامی مرتبط دانسته‌اند. برخی نیز بهائیان را به حمایت مالی از انقلاب اسلامی متهم کرده‌اند.
برخی از ادعاهای بی‌پایه و متناقضی که در ایران در مورد بهائیان مطرح می‌شود، عبارتند از اینکه آیین بهائی یک جنبش سیاسی است نه یک دین یا اینکه بهائیان عاملان و جاسوسان اسرائیل و صهیونیسم هستند، یا بهائیان جاسوس و عامل امپریالیسم آمریکایی، انگلیسی یا روسی هستند… و بی‌پایه بودن همه این ادعاها از سوی سازمان ملل متحد، نهادهای حقوق بشری و محققان بی‌غرض به اثبات رسیده است. برای مثال اتهام ارتباط با صهیونیسم و جاسوسی برای اسرائیل به این دلیل مطرح می‌شود که مرکز روحانی و اداری جامعهٔ جهانی بهائی در عکا و حیفا در اسرائیل قرار دارد که تنها دلیل این مسئله این است که بهاءالله توسط مقامات ایرانی و عثمانی زندانی و در سال ۱۸۶۸ به عکا تبعید شد و در سال ۱۸۹۲ در همان‌جا درگذشت. بهائیان در حالی عامل صهیونیسم قلمداد می‌شوند که آئین بهائی در سال ۱۸۹۰ و قبل از تشکیل جنبش صهیونیسم، در فلسطین مرکز جهانی خود را بنا نهاده بود.

## جدا شدن بهائیان از بابیان
پس از تیرباران سید علی‌محمد باب در سال ۱۸۵۰، پیروانش که به «بابی»، مشهور بودند، بر پایهٔ گفتهٔ باب در کتاب بیان، در پی موعود آیین بابی-که در کتاب بیان با عنوان «من یظهره الله» از او شده است-می‌گشتند. در سال ۱۸۶۳ بهاءالله، برادر بزرگ‌تر میرزا یحیی نوری، خود را «من‌یظهره‌الله»، موعود کتاب بیان، معرفی کرد؛ بیشتر بابیان به او باورمند شده و بهائی نامیده شدند؛ با این حال، گروه اندکی که به پیروی از میرزا یحیی نوری (معروف به صبح ازل) بابی ماندند، ازلی نام گرفتند. ازلیان با پنهان کردن هویت دینی خود، عملاً در جامعه اسلامی، حل شدند.

## گروه‌های بهائی
- یاران ایران
- ایادی امرالله